# Таджикистан
Таджикиста́н (тадж. Тоҷикистон), официальное название — Респу́блика Таджикиста́н (тадж. Ҷумҳурии Тоҷикистон, перс. جمهوری تاجیکستان‎) — государство в Центральной Азии, расположенное в предгорьях Памира и не имеющее выхода к морю. Это наименьшее по площади государство Средней Азии. Граничит с Узбекистаном на западе и северо-западе, с Кыргызстаном — на севере, с Китаем — на востоке, с Афганистаном — на юге. Столица — Душанбе.
Государственный язык — таджикский, при этом Таджикистан — единственное ираноязычное государство в бывшей советской Средней Азии. Большинство населения Таджикистана исповедует ислам суннитского толка.
Таджикистан богат природными ресурсами, но так как 93 % территории республики занимают горы, их добыча затруднена слаборазвитой инфраструктурой. Таджикистан расположен вдали от основных евразийских транспортных потоков.

## Этимология
Название «Таджикистан» (тадж. Тоҷикистон; перс. تاجیکستان‎ — Тоҷикисто́н — «страна таджиков») происходит от самоназвания таджиков и суффикса -истан / -стан. Название появилось в 1924 году в результате национально-территориального размежевания Средней Азии и создания Таджикской АССР в составе Узбекской ССР (в 1929—1991 годах — Таджикская ССР).
Предки таджиков называли свою страну «Aryānam Vaeja». Это название происходит от древнеиранского «aryanam» и авест. «airyanam» (на среднеперсидском — Erān, на таджикском — Эрон) и означает «Страна Ариев». Предполагается, что в эпоху Ахеменидов (550—327 годы до н. э.) понятие «Aryānam Vaeja» трансформировалось в «Aryānam Xšaθram» — «Государство Ариев». Арийские племена (арьи, ед. ч. — «Ариец» — арья; от авестийского слова aria и иранского ariya — «благородный», «чистый») — название древних индоиранских племён, которые в начале 2-го тысячелетия до н. э. отделились от индоевропейских племён и переселились в Центральную Азию (Айиряна Ваэджа (авест.) — «арийский простор, страна»). В конце 2-го тысячелетия до н. э. часть индоиранских племён переселилась в земли современного Ирана и Северной Индии. В исторических источниках арийцы (арьи, aria) упоминаются как предки народов государств Ариана, Туран, Древняя Бактрия, Согд, Хорезм, Персия, Мидия и Хорасан.
Со времён Ахеменидов название «Иран» (на таджикском — Эрон) закрепилось за государствами западно-иранских народов, создавших мощные централизованные империи. Erānšahr (Эроншаҳр) происходит от авестийского Airyānam Xšaθram. Авестийский дифтонг ai трансформировался в среднеперсидский гласный е. Восточно-иранские народы, непосредственные предки таджиков, назвали свою землю «Туран» (на таджикском — Турон). Страна восточно-иранских народов — Туран — была политически раздроблена на 4 отдельных государства: Согд, Бактрия, Хорезм, Маргиана. Предками таджиков были также кочевые племена саков.
Условной границей между Ираном и Тураном в древние времена была сначала Сырдарья, а в более поздние времена — Амударья.

## История
Первые государственные образования, существовавшие на территории современного Таджикистана — Бактрия и Согдиана, появившиеся ещё до начала нашей эры.

### Саманиды (892—999)

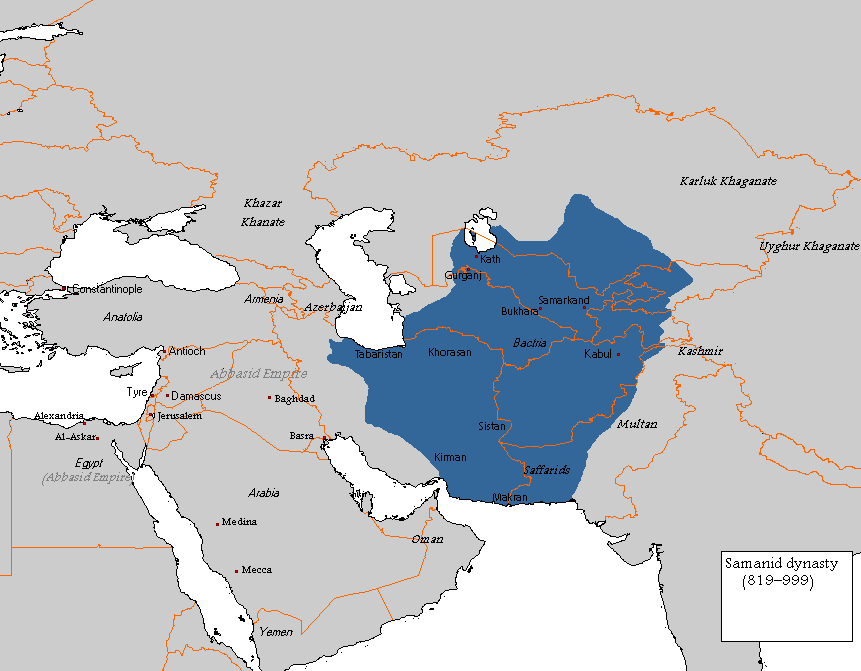
Государство Саманидов на пике могущества

Саманиды — династия, правившая в Средней Азии и Иране в 819—999 годы.
Название получила от имени Саман-худата из селения Саман близ Балха. За помощь, оказанную при подавлении антиарабского восстания Рафи ибн Лейса (806—810), сыновья и внуки Самана получили в 872 году в управление все наиболее важные области Мавераннахра. В 892 году Исмаил Самани становится основателем (эмиром) Саманидского государства, объединив некоторые части Мавераннахра и Хорасана (Среднюю Азию и Афганистан) в единое централизованное государство.
Впоследствии Саманидским эмирам подчинялся и Хорасан, подконтрольный Аббасидскому халифату. Вскоре Саманидам удалось установить полную независимость от Багдада (875—999). Государство Саманидов перестало существовать в 999/1005 годах в результате нашествия тюркоязычных племён Караханидского и Газнавидского государств.

### Гуридский султанат (879—1215)

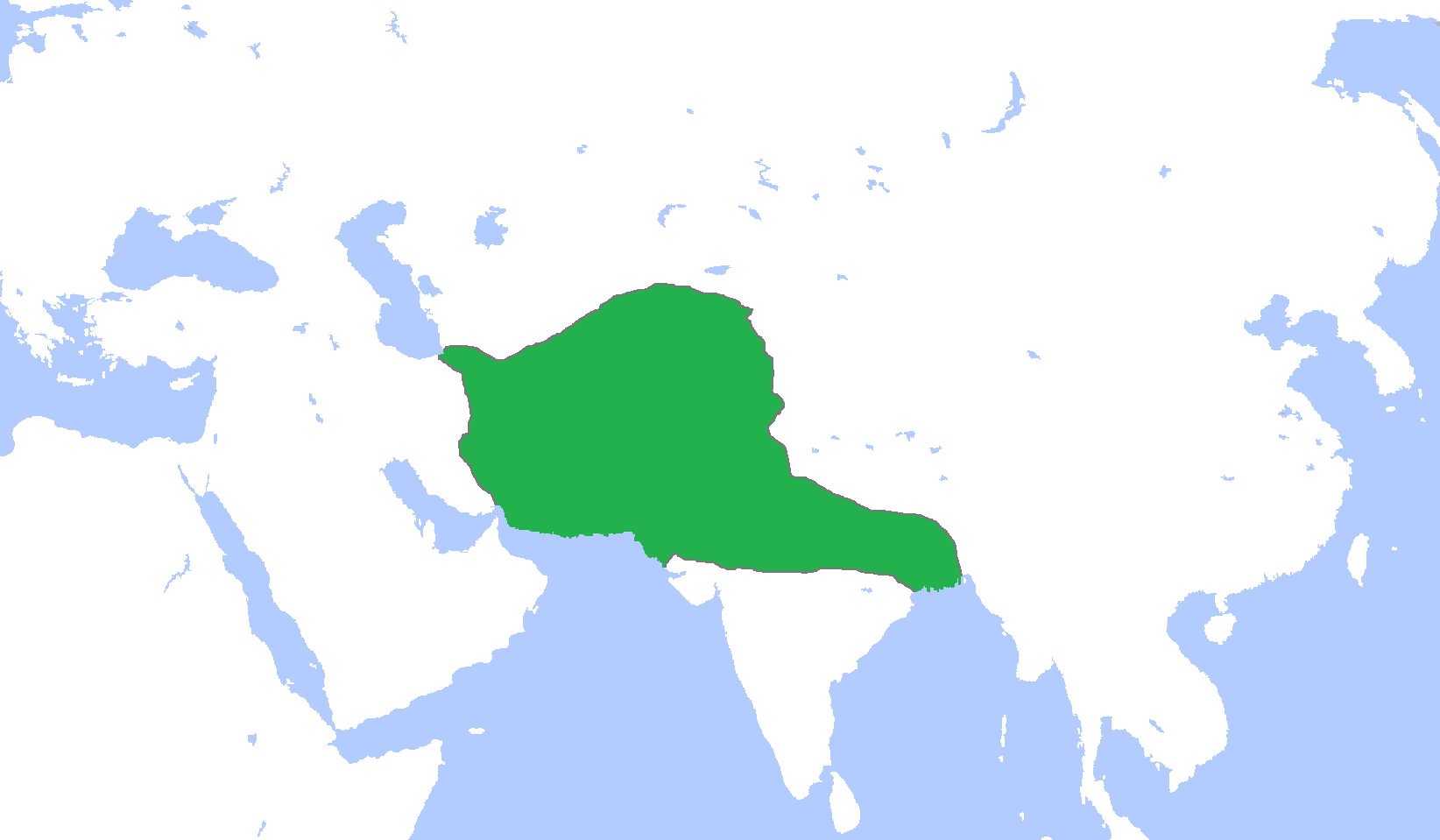
Гуридское государство на пике могущества при Гийас ад-Дине Мухаммаде

Гуридский султанат — средневековое таджикское государство, существовавшее на территории современного Афганистана, Ирана, Пакистана, Таджикистана и Индии с 1148 по 1206 год. Правящая династия — Гуриды, происходившие из рода Сури, от имени Сури ибн Мухаммада, первого вождя племени Гур в местности Мандеш. Центром государства была область Гур. Столицами были города Фирузкух и Газни. Основателем могущества династии является Изз ад-Дин Хусайн ибн Саам, мир хаджиб двора Газневидов.
После завоевания Гура Махмудом Гезнавидом в 1011 году, династия Гуридов перешла из буддизма в суннитский ислам. Абу Али ибн Мухаммад (царствовал в 1011—1035 годах) был первым мусульманским правителем династии Гуридов, который строил мечети и исламские школы в Гуре.
Династия свергла государство Газневидов в 1186 году, когда Султан Муизз ад-Дин Мухаммад из Гура завоевал последнюю столицу Газнавидов Лахора. Империя Гуридов охватывала Хорасан на западе и достигла северной Индии до Бенгалии на востоке.

### Картиды (1244—1381)

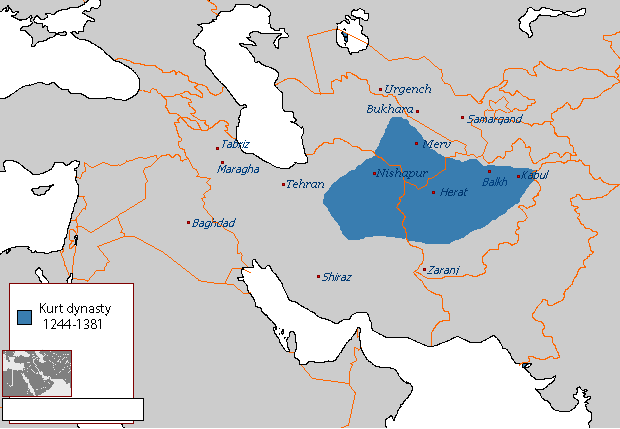
Государство Куртидов в период максимального расцвета

Картиды — средневековая династия таджикского происхождения, правившая на территории Хорасана в XIII—XIV веках. Картиды изначально были подвластны султану династии Гуридов Гийас уд-Дина Мухаммада, а затем стали вассалами Монгольской империи. При распаде государства Хулагуидов в 1335 году правитель Картидов Муиз уд-Дин Хусайн ибн Гийас пытался расширить свои владения. Смерть Хусайна в 1370 году и вторжение войск Тамерлана в 1381 году поставили крест на амбициях Картидов.

### Советский Таджикистан

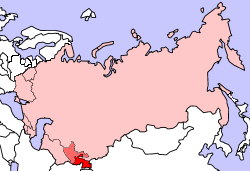
Таджикская АССР в составе Узбекской ССР на карте СССР до 1929 года
Таджикская ССР в составе СССР на карте государства после Второй мировой войны и вплоть до распада

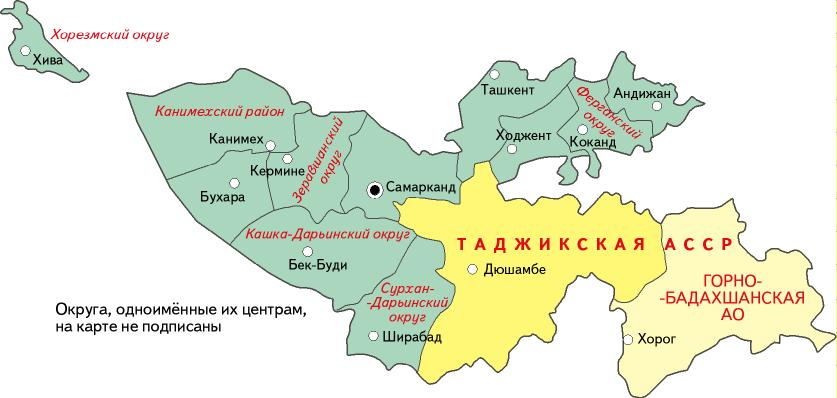
Карта Узбекской ССР и Таджикской АССР в её составе на 1927 год

В октябре 1924 года в результате национально-территориального размежевания Средней Азии, на территории современного Таджикистана была образована Таджикская Автономная Социалистическая Советская Республика (Таджикская АССР) в составе Узбекской Советской Социалистической Республики (Узбекской ССР). Столицей АССР таджикского народа стал город Душанбе, образовавшийся в результате слияния трёх селений (Сари-Осиё, Шохмансур и Душанбе).
Ряд представителей таджикской интеллигенции и партийных деятелей Таджикской АССР на протяжении нескольких лет ходатайствовали о преобразовании таджикской автономии в полноценную союзную советскую социалистическую республику, самостоятельную от Узбекской ССР, и 16 октября 1929 года из Таджикской АССР была образована самостоятельная Таджикская Советская Социалистическая Республика (Таджикская ССР), которая 5 декабря того же года вошла в состав СССР на правах союзной республики, став 7-й по счёту союзной республикой на тот момент (после российской, украинской, белорусской, закавказской, узбекской и туркменской). Одним из главных инициаторов преобразования автономной республики в союзную были Шириншо Шотемур и Садриддин Айни.
В 1930-е годы и во время Великой Отечественной войны в стране проводилась плановая индустриализация, которая сопровождалась перестройкой национальной экономики и притоком квалифицированной рабочей силы из РСФСР и других республик СССР.
С 1937 по 1946 годы председателем Совета министров Таджикской ССР был М. К. Курбанов.
Во время Великой Отечественной войны, в среднеазиатские республики, в частности в Таджикскую ССР были эвакуированы жители регионов страны, подвергавшиеся военным действиям и последующему голоду, в том числе жители блокадного Ленинграда, западной России, опустошённые войной жители Беларуси и Украины. В Таджикистан были эвакуированы не менее ста тысяч человек, свыше 10 тысяч из которых были осиротевшие дети. Беженцы были обеспечены местным населением жильём, одеждой, едой, многие таджикские семьи приняли на воспитание осиротевших детей, другие дети, вдовы, пожилые и раненые были отправлены в санатории, детские лагеря и дома отдыха. После окончания войны, большинство из эвакуированных остались в республике, трудоустроившись и получив жильё. Таджикская ССР отправила на фронт не мене 90 тонн шерсти, 650 тонн зерна, 36 тыс. тонн мяса, 19 тыс. лошадей. На средства республики были произведены свыше 3 тысяч грузовиков, несколько сот танков и 100 тысяч тракторов-тягачей для нужд армии на фронте. Свыше 30 предприятий из охваченной войной западной части СССР были эвакуированы в Таджикистан. Кроме того, свыше 20 заводов, фабрик и цехов в республике для нужд армии были открыты с нуля. В 1941—1945 годах из Таджикской ССР на войну было призвано свыше 289 тысяч человек. Также, около 45 тысяч человек работали в тылу. Всего, из 290 тысяч призванных на войну таджикистанцев, погибли или пропали без вести свыше 100 тысяч человек.
С 1946 по 1956 год первым секретарём ЦК КП Таджикской ССР был политик и учёный-историк Б. Гафуров.
В середине 1950-х верх в руководстве Таджикской ССР взяли выходцы из Ленинабада, что имело свои последствия (все последующие руководители ЦК КП ТССР Ульджабаев, Расулов, Набиев, Махкамов были родом или работали ранее в Ленинабадской области). Для 1970-х и 1980-х годов был также характерен кадровый застой (Расулов находился на своём посту 21 год).
Главной специализацией Таджикской ССР была хлопковая промышленность. Между тем, в 1960—1970-е годы были созданы новые отрасли экономики — машиностроительная, текстильная, электротехническая и химическая промышленности, а также гидроэнергетика.
24 августа 1990 года под влиянием демократически и националистически настроенной части депутатов, новый созыв Верховного Совета Таджикской ССР уже на второй своей сессии принял «Декларацию о государственном суверенитете Таджикской Советской Социалистической Республики». В декларации в частности указывалось, что она является основой для разработки новой республиканской Конституции и заключения нового Союзного договора. Во время «Августовского путча», президент Таджикской ССР Каххар Махкамов поддержал ГКЧП и лояльные ему силы, чем вызвал резкое недовольство демократической и националистической части республиканского Верховного Совета, а также исламистов и других сторонников независимости. Оппозицией были организованы многочисленные митинги с требованиями отставки президента и роспуска компартии. Под давлением митингующих и оппозиции, 31 августа 1991 года на внеочередной сессии республиканского Верховного Совета депутаты выразили недоверие президенту, и Каххар Махкамов был вынужден подать в отставку с поста президента республики, а его обязанности временно стал исполнять председатель Верховного Совета Кадриддин Аслонов. 7 сентября на пленуме ЦК КП Таджикской ССР Каххар Махкамов попросил освободить его также от обязанностей первого секретаря ЦК, и его отставка была принята. Спустя два дня, 9 сентября 1991 года Верховный Совет объявил о выходе республики из состава СССР. Таким образом, Таджикистан стал 11-й по счёту республикой, вышедшей из Советского Союза в результате «Парада суверенитетов».

### Независимый Таджикистан

Дворец наций, Душанбе

- 9 сентября 1991 — принятие на сессии Верховного Совета РТ Заявления и Постановления «О государственной независимости Республики Таджикистан». 9 сентября объявлен в республике как праздник День независимости Республики Таджикистан.
- 25 декабря 1991 — вступление Республики Таджикистан в Содружество Независимых Государств (СНГ)[27].
- 26 февраля 1992 года — вступление Республики Таджикистан в Организацию по безопасности и сотрудничеству в Европе (ОБСЕ).
- 2 марта 1992 года — вступление Республики Таджикистан в состав государств — членов Организации Объединённых Наций (ООН).
- 1 декабря 1993 года — вступление Республики Таджикистан в состав государств — членов Организации Исламская Конференция (ОИК).
- 5 мая 1992 — 27 июня 1997 — годы гражданской войны. Ущерб, нанесённый экономике республики в годы войны, составил более 10 млрд долларов[28].
- В мае 1992 года после попытки переворота в Душанбе, которую предприняли сторонники национально-демократической оппозиции, представители оппозиции были введены в «Правительство национального примирения». Противостояние между бывшей коммунистической элитой и национально-демократическими и исламистскими силами перешло из политической сферы в этно-клановую. В июне 1992 года в южных районах Таджикистана вспыхнули вооружённые столкновения между сторонниками и противниками Рахмона Набиева. Так в стране началась гражданская война. 31 августа сторонники оппозиции захватили резиденцию президента и заложников (Набиев скрылся в здании Комитета национальной безопасности). 7 сентября 1992 года в аэропорту Душанбе Набиев под давлением вооружённой оппозиции был смещён с поста президента Республики Таджикистан. В этот период сторонниками правительства был создан Народный фронт Таджикистана (военно-политическая организация), провозгласившая своей целью восстановление «конституционного порядка». 27 сентября 1992 года Народный фронт занял захваченный ранее исламистами Курган-Тюбе, а затем прилегающий к нему регион. Некоторую ограниченную политическую поддержку Народный фронт получил со стороны Узбекистана. Россия негласно оказывала содействие Народному фронту Таджикистана. Наступил паралич власти в центре и на местах. Правительство «народного согласия», созданное ещё в мае 1992 года, не контролировало республику.
- 24 октября 1992 года — первая попытка занять Душанбе вооружёнными формированиями Народного фронта закончилась неудачей, в городе погибли и были ранены сотни человек. Потерпев неудачу, они взорвали единственную железную дорогу, соединяющую главную магистраль с центральными районами страны, в Душанбе и в районах восточного региона нависла угроза голода.
- Осенью 1992 года многие жители юга Таджикистана, спасаясь от войны, стали переходить афганскую границу, уезжать в более спокойные регионы Таджикистана, а также в другие республики СНГ. По оценкам ООН около 1 млн жителей стали вынужденными переселенцами и более 200 тыс. беженцами, в том числе более 60 тыс. перешли границу Афганистана.
- 16 ноября — 2 декабря 1992 — состоялась XVI сессия Шурои Оли (Верховного совета) Республики Таджикистан в Ходженте, на котором Набиев ушёл в отставку с поста президента, 19 ноября 1992 года Председателем Шурои Оли Республики Таджикистан (фактически главой республики) был избран Эмомали Рахмон. В декабре 1992 года, после решений XVI сессии Верховного Совета РТ о прекращении вооружённого противостояния, отряды Народного фронта без боя заняли столицу. Однако национально-демократическая оппозиция и исламистские силы неожиданно получили мощную политическую поддержку в лице стран Запада, мусульманских стран, ООН и вновь начали военные действия против правительства Республики Таджикистан.
- 6 ноября 1994 — принятие конституции Таджикистана по результатам всенародного референдума (26 сентября 1999 года и 22 июня 2003 года — внесение изменений и дополнений в действующую конституцию). Новый парламент объявил 6 ноября государственным праздником День Конституции Республики Таджикистан.
- 6 ноября 1994 — избрание президентом Таджикистана Эмомали Рахмонова (1999 год и 2006 год — повторное переизбрание).
- 27 июня 1997 — подписание «Общего соглашения о мире и национальном согласии в Таджикистане» в Москве президентом Рахмоновым и руководителем объединённой таджикской оппозиции (ОТО) Саидом Абдулло Нури. Заключительное соглашение было подписано после 8 раундов переговоров между правительством РТ и ОТО (1994—1997). 27 июня объявлен в республике государственным праздником — Днём национального единства.
- 4 июня 1997 — 1 апреля 2000 — работа Комиссии по национальному примирению (КОМ) в составе 26 членов (13 членов — от правительства РТ и 13 членов — от бывшей оппозиции). КОМ осуществила реализацию в жизнь документов «Общего соглашения о мире и национального согласия в Таджикистане» от 27 июня 1997 года[29].
- 3—10 ноября 1998 — антиправительственный мятеж бывшего полковника спецбригады МО РТ Худойбердыева в Ходженте и Согдийской области, который закончился разгромом мятежников.
- 27 февраля 2000 — выборы депутатов в Маджлиси Намояндагон (1 депутат), 23 марта 2000 года — в Маджлиси Милли (33 депутата) Маджлиси Оли — создание профессионального парламента в республике.
- 30 ноября 2000 — введение национальной валюты (сомони) в Таджикистане.
- 10 октября 2000 — подписание Таджикистаном Договора об учреждении Евразийского экономического сообщества (ЕврАзЭС).
- 15 июня 2001 — вступление Таджикистана в Шанхайскую организацию сотрудничества (ШОС).
- 14 мая 2002 — вступление Таджикистана в Организацию Договора о коллективной безопасности (ОДКБ).
- 2005—2009 — строительство и ввод в эксплуатацию ГЭС Сангтуда — 1 (мощность — 670 МВт) совместно с Россией.
- 2006—2009 — строительство и ввод в эксплуатацию высоковольтной линии электропередач «Юг — Север» (ЛЭП-500) и «Хатлон — Челанзар» (ЛЭП-220).
- 5 октября 2009 — принятие нового закона РТ «О государственном языке Республики Таджикистан». 5 октября объявлен в республике «Днём государственного языка».
- 2006—2010 — строительство и ввод в эксплуатацию автомобильных дорог Душанбе — Худжанд — Чанак (Узбекистан), Душанбе — Джиргиталь — Сариташ (Кыргызстан), автомобильных тоннелей «Истиклол» на Анзобском перевале, Шаршар и Шахристан.

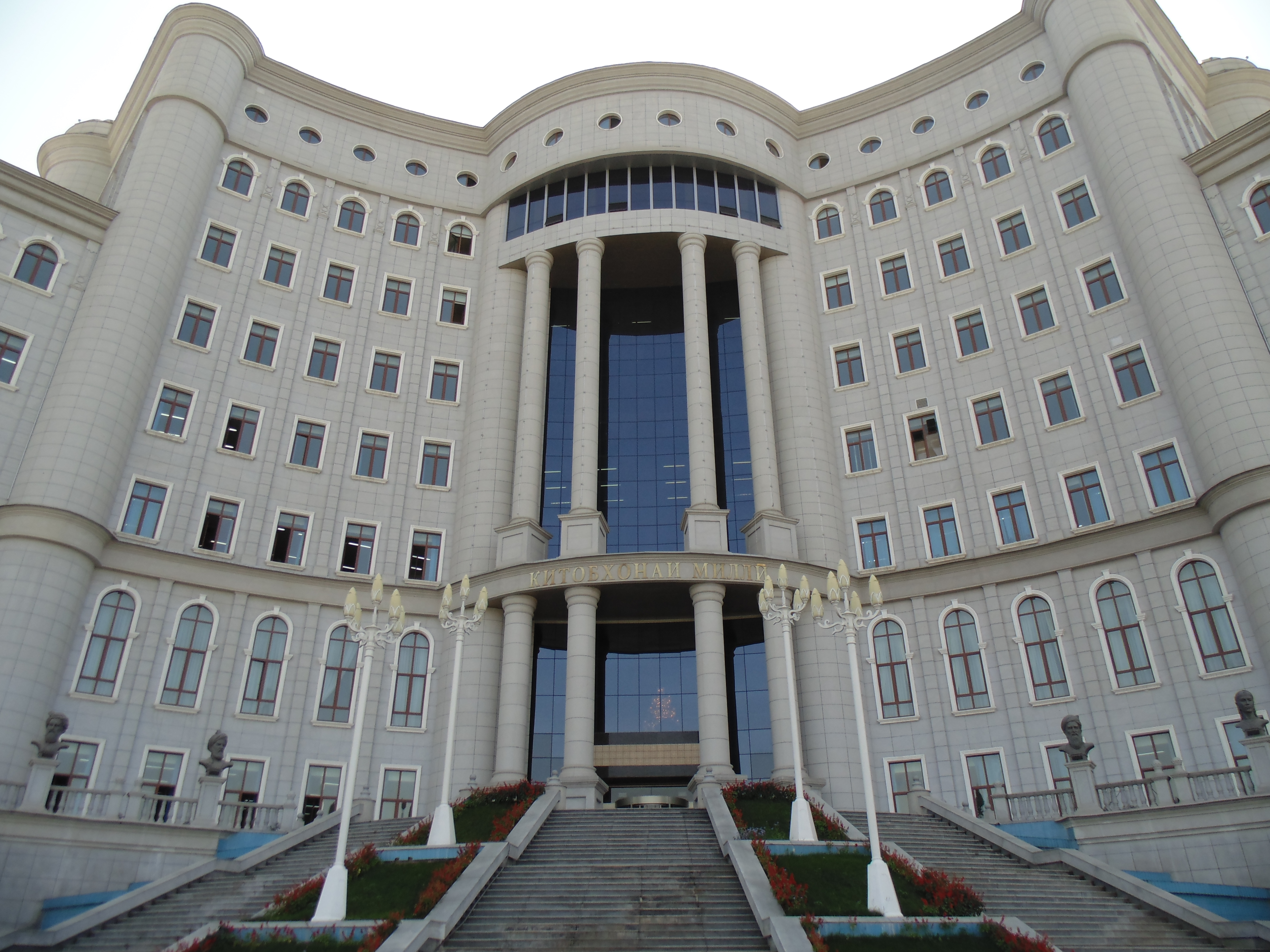
Национальная библиотека Таджикистана (Душанбе)

- 6 января 2010 года — начало распространения акций Рогунской ГЭС среди населения республики. Продолжение строительства Рогунской ГЭС общей мощностью 3600 МВт[30].
- Сентябрь 2011 — строительство и ввод в эксплуатацию первого агрегата Сангтудинской ГЭС-2 (мощность — 220 МВт, совместно с Ираном)[31]. Завершение строительства моста через реку Пяндж в Афганистан совместно с Фондом развития Агахана IV и реконструкция автомобильных дорог Душанбе — Худжанд — Чанак (Узбекистан)[32], Душанбе — Джиргаталь — Сары-Таш (Кыргызстан) согласно инвестиционным проектам Таджикистана и Китая[28][29][33][34][35].
- 14 августа 2012 — Таджикистан присоединился к Конвенции о признании и приведении в исполнение иностранных арбитражных решений (Нью-Йоркская конвенция 1958 года).
- 10 декабря 2012 — Таджикистан вступил во Всемирную торговую организацию (ВТО).
- Сентябрь 2014 — запущен второй агрегат Сангтудинской ГЭС-2 мощностью в 110 МВт. После полной сдачи в эксплуатацию Сангтудинская ГЭС-2 способна вырабатывать до 1 млрд кВт/ч электроэнергии, или 220 МВт[36].
- Декабрь 2014 — в Дангаринском районе началось строительство самого крупного в Центральной Азии текстильного предприятия, первая очередь которого может переработать свыше 52 тыс. т хлопка-волокна. Предприятие строится согласно совместному инвестиционному проекту Таджикистана и Китая[37].
- 29 сентября 2015 — Верховный суд Таджикистана запретил деятельность Партии исламского возрождения Таджикистана (ПИВТ) на территории республики. До запрета ПИВТ была единственной легально действующей политической партией исламского толка на постсоветском пространстве[38].
- 18 октября 2015 — реконструирована автотрасса Айни — Пенджикент. Азиатский банк Развития предоставил грант на 100 млн долларов США на реабилитацию этой дороги протяжённостью в 113 км[39].
- 15 декабря 2015 — Азиатский банк развития приостановил финансирование трансафганской железной дороги, в котором участвовали Туркменистан, Афганистан и Таджикистан, в связи с низким уровнем безопасности в Афганистане и в недостаточности финансовых ресурсов для реализации афганского участка[40].
- 22 мая 2016 — состоялся Конституционный референдум в Таджикистане[41].
- 26 мая 2018 — Население Таджикистана достигло 9 млн человек[42].
- 16 ноября 2018 — был торжественно запущен первый гидроагрегат Рогунской ГЭС[43]. Второй гидроагрегат был введён в эксплуатацию в июне 2019 года[44].
- 6 ноября 2019 — Совершено нападение на заставу «Ишкобод», расположенную в 60 км от Душанбе, на таджикско-узбекской границе, погибли 6 военнослужащих, в том числе 5 пограничников и 1 милиционер[45]. Террористическая организация «Исламское государство» (запрещена в РФ и Таджикистане) взяла на себя ответственность за нападение[46].
- Таджикистан участвует в нескольких крупных инвестиционных проектах совместно с Россией, Китаем и Ираном.

## Политическое устройство
Государственный строй Таджикистана определяется конституцией, принятой 6 ноября 1994 года. Таджикистан — президентская республика.
С 1994 года пост президента занимает Эмомали Рахмон, переизбранный на этот пост в 1999, 2006 и 2013 году. До избрания президентом в 1994 году Эмомали Рахмон являлся членом Коммунистической партии и, соответственно, платил членские взносы. В связи с избранием его президентом, по договорённости с партийным руководством, его членство в партии было временно приостановлено.
Законодательную власть осуществляет двухпалатный парламент — Высшее Собрание Таджикистана.
На парламентских выборах в феврале 2000 победила НДПТ, набравшая 65 % голосов, КПТ получила 20 %, ПИВТ — 7,5 %, остальные — 7,5 %. Согласно официальным данным об итогах выборов в нижнюю палату парламента 27 февраля 2005 года НДПТ получила 75 % голосов, КПТ — 14 %, ПИВТ — 9 %, ДПТ — 1 %, СДПТ — 0,5 %, СПТ — 0,3 %. Из 22 депутатских мест, занимаемых в Маджлиси намояндагон («Собрание представителей») по пропорциональной системе, 17 достались народным демократам, 3 — коммунистам, 2 — исламистам. В 35 одномандатных округах победили представители правящей партии, в одном — коммунист, и в двух — независимые кандидаты (самовыдвиженцы). Повторные выборы в 3 округах 13 марта принесли победу кандидатам от правящей партии.
Наблюдатели от ОБСЕ и ряда других организаций признали выборы 2005 не соответствующими международным стандартам, отметив, что они находились в большей степени под контролем избирательной комиссии и властей, чем участвующих партий. Оппозиционные партии выступили с протестами против подтасовок и нарушений закона в период предвыборной борьбы.
Политический режим при внешней демократичности остаётся по сути авторитарным. По мнению многих наблюдателей и международных правозащитных организаций, права граждан систематически нарушаются, отсутствует независимость суда, действуют жёсткие ограничения свободы выражения убеждений. Вмешательство государства в избирательный процесс наблюдалось во всех кампаниях по выбору президента и парламента. Хотя гражданская война в Таджикистане официально закончилась подписанием Общего соглашения об установлении мира и национального согласия между правительством и ОТО в июле 1997, запрет на деятельность партий, входящих в оппозицию, был снят лишь в августе 1999. Главным возмутителем спокойствия с начала 2000-х стала интернациональная по происхождению и идеологии партия «Хизб-ут-тахрир-аль-исламийя» («Партия исламского освобождения»). Деятельность организации была запрещена, сотни людей по подозрению в принадлежности к ней подвергались аресту, десятки функционеров осуждены на различные сроки заключения. Осуждены и отдельные руководители ПИВТ (зам. председателя Ш. Шамсуддинов), под следствием находится лидер ДПТ М. Искандаров. 29 сентября 2015 года — Верховный суд Республики Таджикистан запретил деятельность «Партии исламского возрождения Таджикистана» на территории страны. До запрета ПИВТ была единственной легально действующей политической партией исламского толка на постсоветском пространстве.
Политические партии:
- Аграрная партия Таджикистана;
- Демократическая партия Таджикистана;
- Коммунистическая партия Таджикистана;
- Народно-демократическая партия Таджикистана — правящая;
- Партия экономических реформ Таджикистана;
- Социал-демократическая партия Таджикистана;
- Социалистическая партия Таджикистана.

## Физико-географическая характеристика

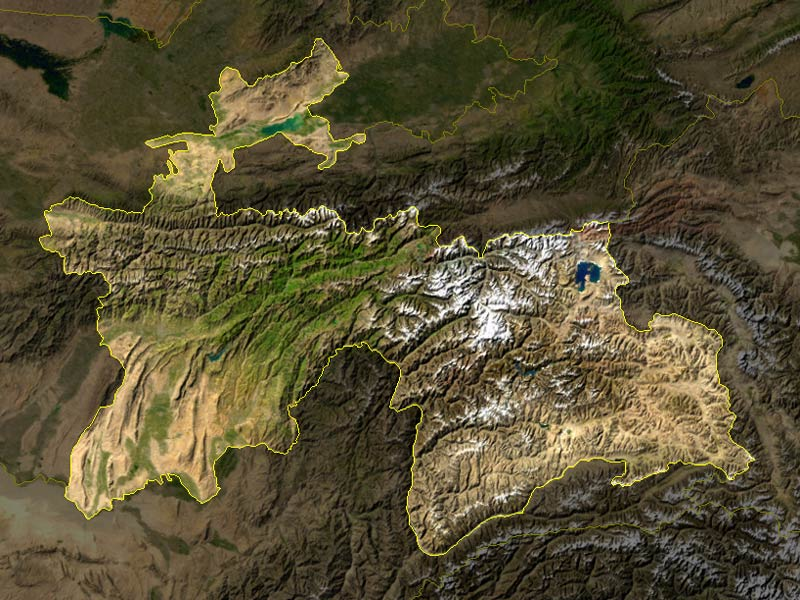
Снимок территории Таджикистана со спутника
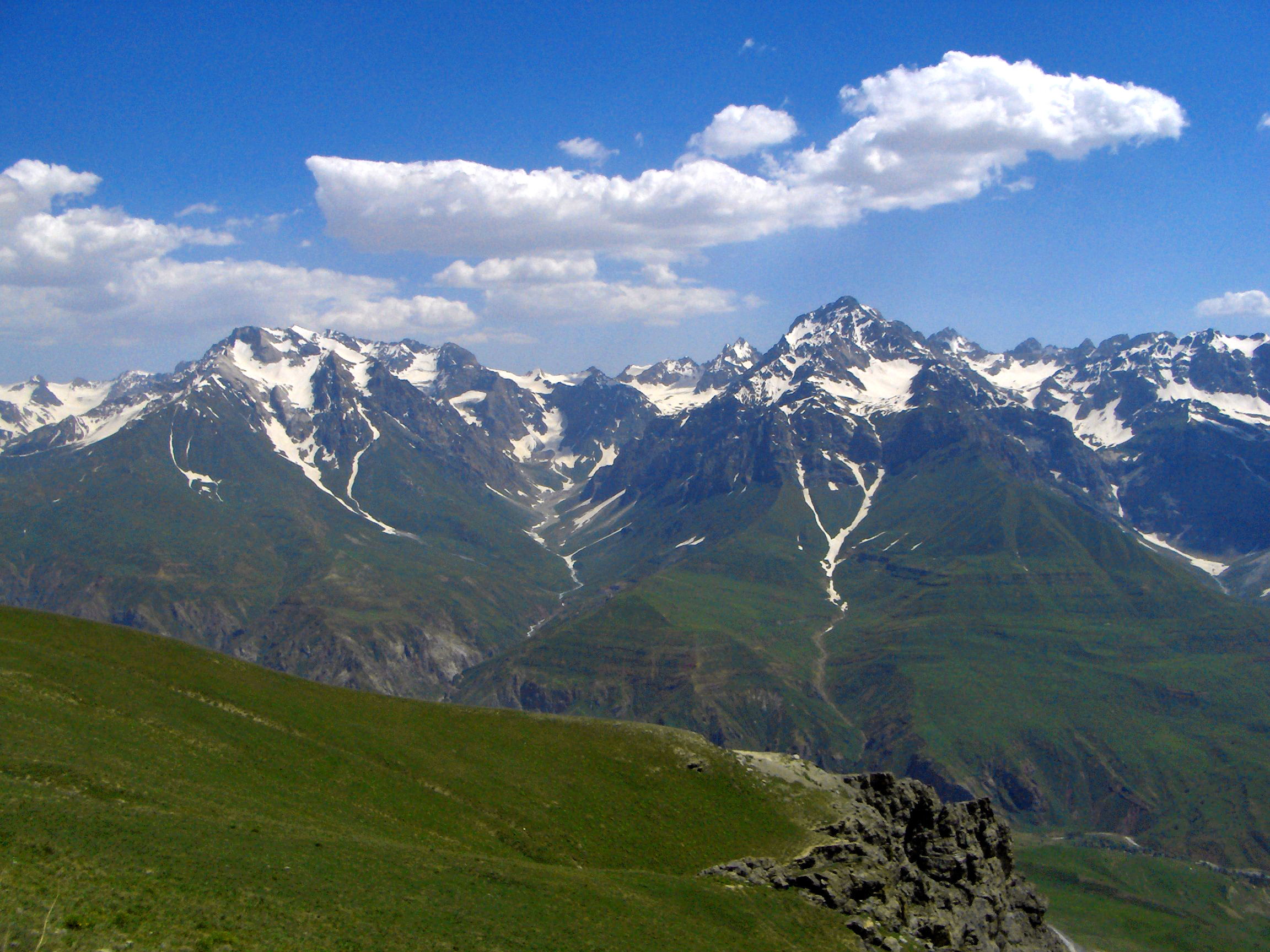
Горы в Таджикистане
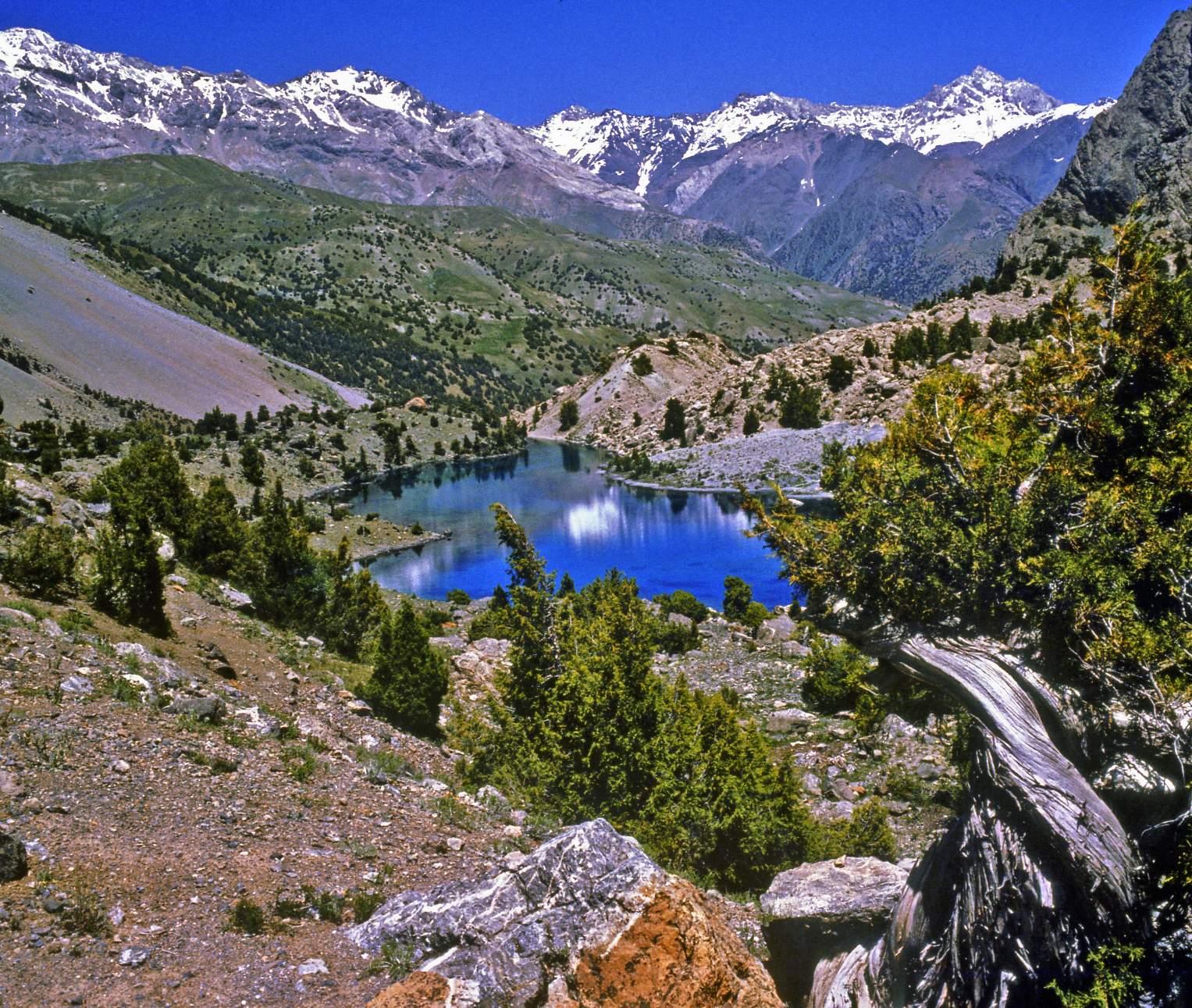
Фанские горы
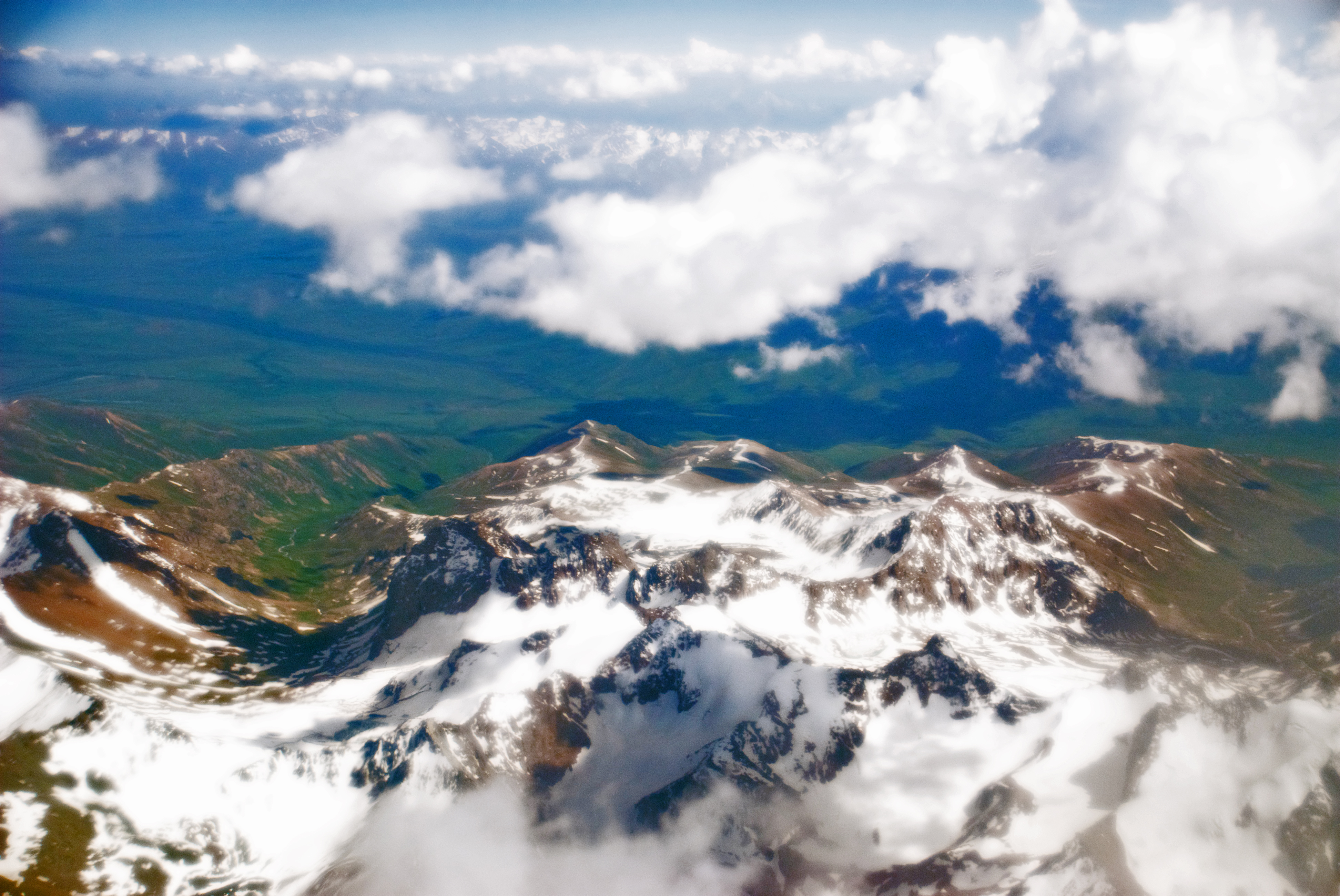
Горы Памира

93 % территории Таджикистана занимают горы. Преобладает травянистая и полукустарниковая растительность.

### Климат
Климат страны — субтропический со значительными суточными и сезонными колебаниями температуры воздуха, малым количеством осадков, сухостью воздуха и малой облачностью. Средняя температура января колеблется от +2…−2 °C до −20 °C в долинах и предгорьях юго-запада и севера республики и опускается ниже на Памире. Абсолютный минимум температуры достигает −63 °C на Памире (Булункуль). Средняя температура июля — от +30 °C в пониженных долинах юго-запада до 0 °C и ниже на Памире. Абсолютный максимум температуры составляет +48 °C (Нижний Пяндж).

### Гидрология
Крупнейшие озёра : Каракуль, Сарезское озеро, Искандеркуль, Кайраккумское водохранилище.

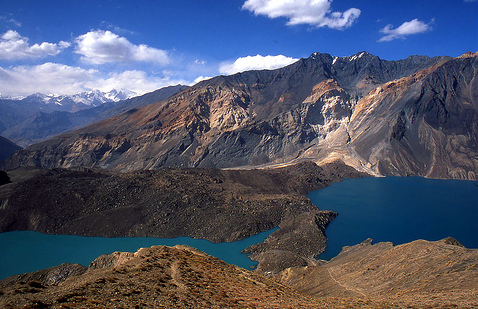
Сарезское озеро
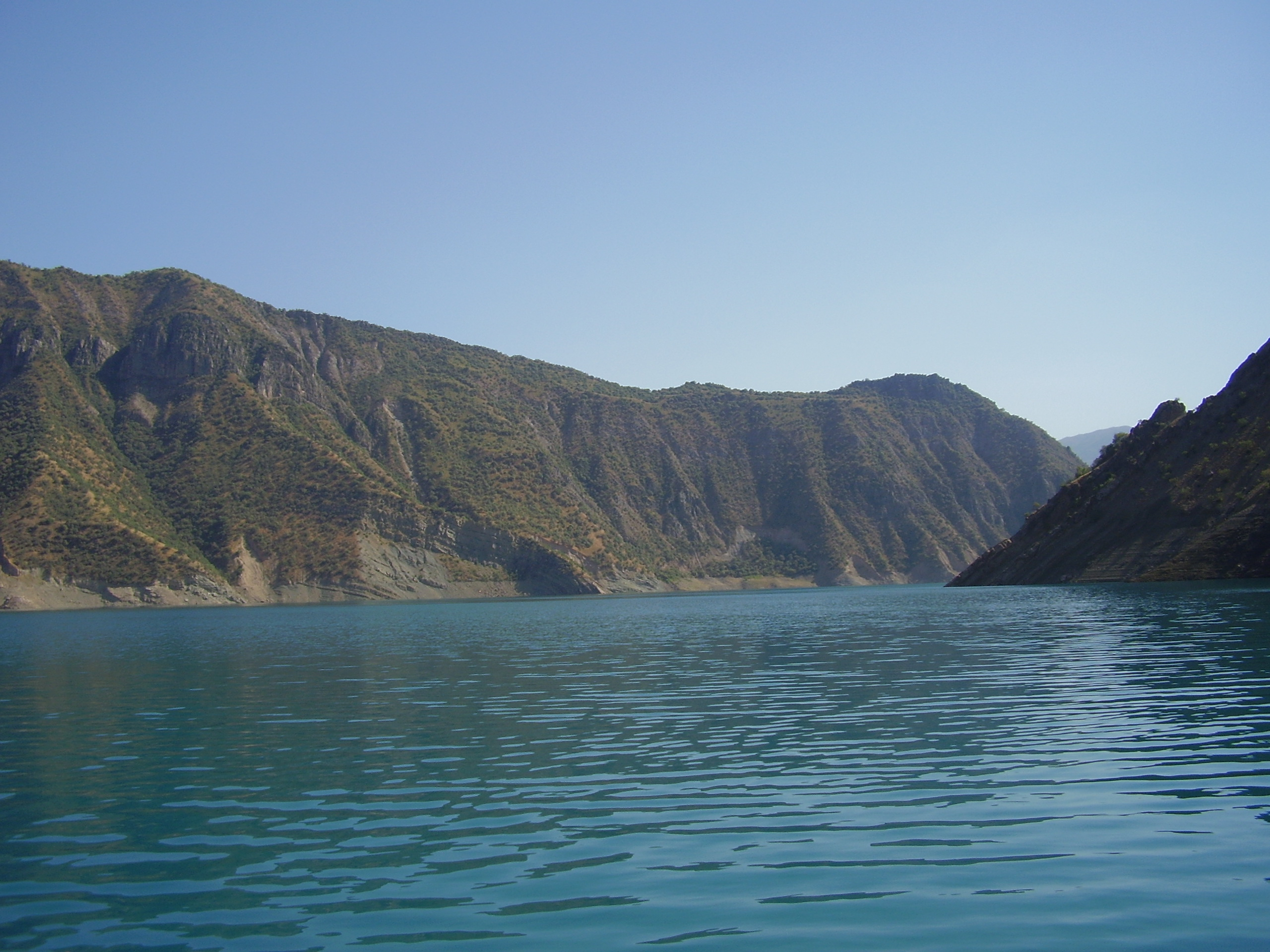
Нурекское водохранилище

### Полезные ископаемые
На севере Таджикистана, в Согдийской области, расположено одно из крупнейших в мире месторождений серебра — Большой Конимансур. Также Таджикистан богат месторождениями драгоценных камней, урана (по некоторым данным, 16 % мировых запасов), золота, угля, алюминиевыми и полиметаллическими рудами.

### Часовой пояс
Таджикистан находится в часовом поясе, обозначаемом по международному стандарту как UTC+5. Перевод часов на летнее и зимнее время с 1991 года не применяется, хотя в советское время применялся. На этом же часовом поясе находятся Узбекистан, Туркменистан, Пакистан, Мальдивы, а также ряд российских регионов.

## Административное деление
Административно-территориальное деление Таджикистана определяется Конституционным Законом Республики Таджикистан от 4 ноября 1995 года № 101 «О порядке решения вопросов административно-территориального устройства Республики Таджикистан» и дополнений к закону 2000 год, № 11, ст. 513, 2003 год, № 4, ст. 153, 2008 год, № 3, ст. 182, 2009 год, № 7-8, ст. 489.
Согласно этому закону, административно-территориальными единицами и населёнными пунктами Таджикистана являются:
- Горно-Бадахшанская автономная область;
- область;
  - город;
  - район;
    - посёлок;
    - сельская община;
    - село.

Районы подразделяются на сельские и городские, которые могут находиться в республиканском, областном либо городском подчинении.
Населённые пункты Таджикистана подразделяются на городские и сельские поселения.
К городским поселениям относятся города и посёлки, а к сельским — сёла, независимо от их административной подчинённости.
Города могут быть республиканского, областного и районного значения.
В настоящее время Таджикистан состоит из Горно-Бадахшанской автономной области, Согдийской и Хатлонской областей, 18 городов, 58 районов (включая 13 районов республиканского подчинения), 57 посёлков и 370 сельских джамоатов.
Города Таджикистана:

## Экономика и финансы

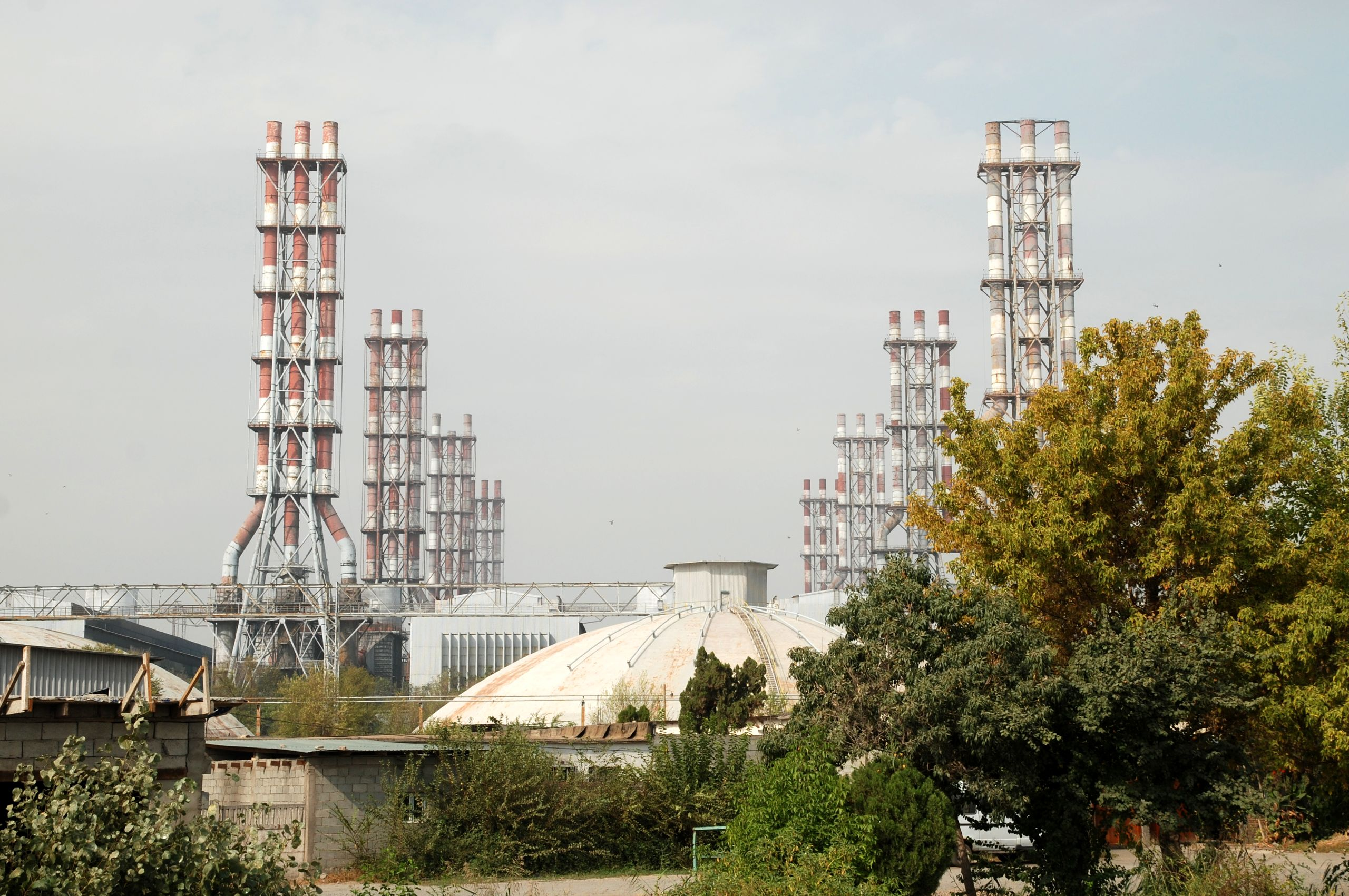
Корпуса ГУП «Таджикской алюминиевой компании» (TALCO) в Турсунзаде, обеспечивающей до 75 % всех валютных поступлений в бюджет Таджикистана и около 1/3 экспорта страны

По данным Индекса экономической свободы, Таджикистан по итогам 2021 года занял 134-е место (среди 178 стран включённых в рейтинг), внутренняя экономическая политика которого была признана «преимущественно несвободной». Из стран бывшего СССР, ниже Таджикистана оказался только Туркменистан. А по данным Индекса лёгкости ведения бизнеса, Таджикистан занял 106-место (среди 190 стран), со «средним» уровнем лёгкости ведения бизнеса, «обогнав» вновь лишь Туркменистан среди стран постсоветского пространства.

### Общее состояние, основные показатели
Таджикистан относится к категории аграрно-индустриальных стран. Объём ВВП по ППС за 2015 год составил 23,31 миллиардов долларов США — 139-е место в мире. Темпы экономического роста, зафиксированные в 2015 году, — около 3 % (103-е место в мире). Доходная часть государственного бюджета за 2015 год — 2,432 млрд долл., расходная — 2,481 млрд долл., дефицит бюджета — 0,6 % от ВВП.
Согласно докладу Агентства по статистике при президенте Таджикистана, структура ВВП на начало 2018 года выглядит следующим образом: преобладающими секторами в республике являются торговля — 21,9 %, промышленность — 18,5 %, транспорт, связь и складское хозяйство — 14,2 % и налоги — 13,5 %. По прогнозам правительства, в 2018 году ВВП Таджикистана вырастет на 7 %; по прогнозам международных валютных организаций — на 6 %
Денежная единица — таджикский сомони; усреднённый курс за 2016 год — 8 сомони за 1 доллар США. Разменная единица — дирам, одна сотая сомони. Эмиссию денег осуществляет центральный банк страны — Национальный банк Таджикистана.
Темпы инфляции, по итогам 2015 года, — 5,8 % (183-е место в мире). Объём национальных золотовалютных резервов на декабрь 2015 года составил 430,3 миллиона долларов США.
Таджикистан — аграрно-индустриальная страна, имеющая большой гидроэнергетический потенциал, крупные залежи минеральных ресурсов и большой туристический потенциал. Длительная война, связанные с ней разрушения и людские потери привели к резкому спаду в экономике (ВВП в 1995 году составлял лишь 41 % от показателя 1991). За последние мирные годы экономика и уровень жизни значительно поднялись.
На сельское хозяйство приходится 18,9 % ВВП, на промышленность — 21,9 %, сектор услуг — 59,2 % (в 2009 году).
Основным сектором экономики остаётся государственный. Государство контролирует большую часть крупных промышленных предприятий.
Общая сумма внешнего долга Таджикистана на 1 апреля 2018 года составила 2,859 млрд долл. и 770 млн долл. на внутренний. Значительная часть долга образовалось от продажи государственных облигаций на международных рынках. Внешний долг Таджикистана за первый квартал текущего года сократился на 20 млн долларов.

### Энергетика

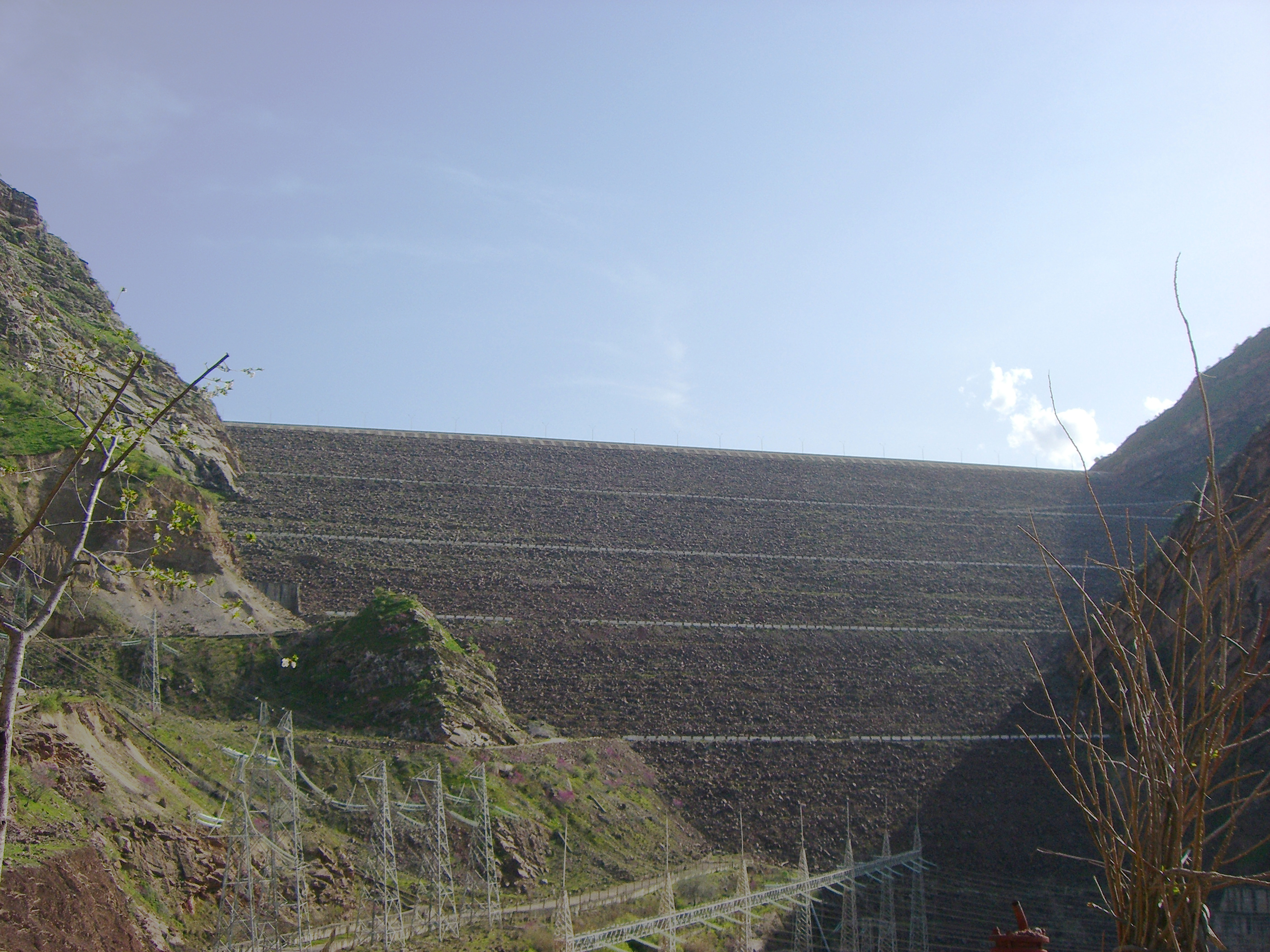
Нурекская ГЭС
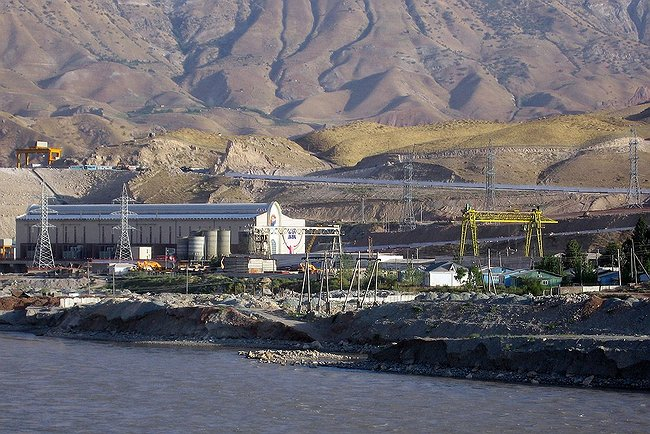
Сангтудинская ГЭС-1
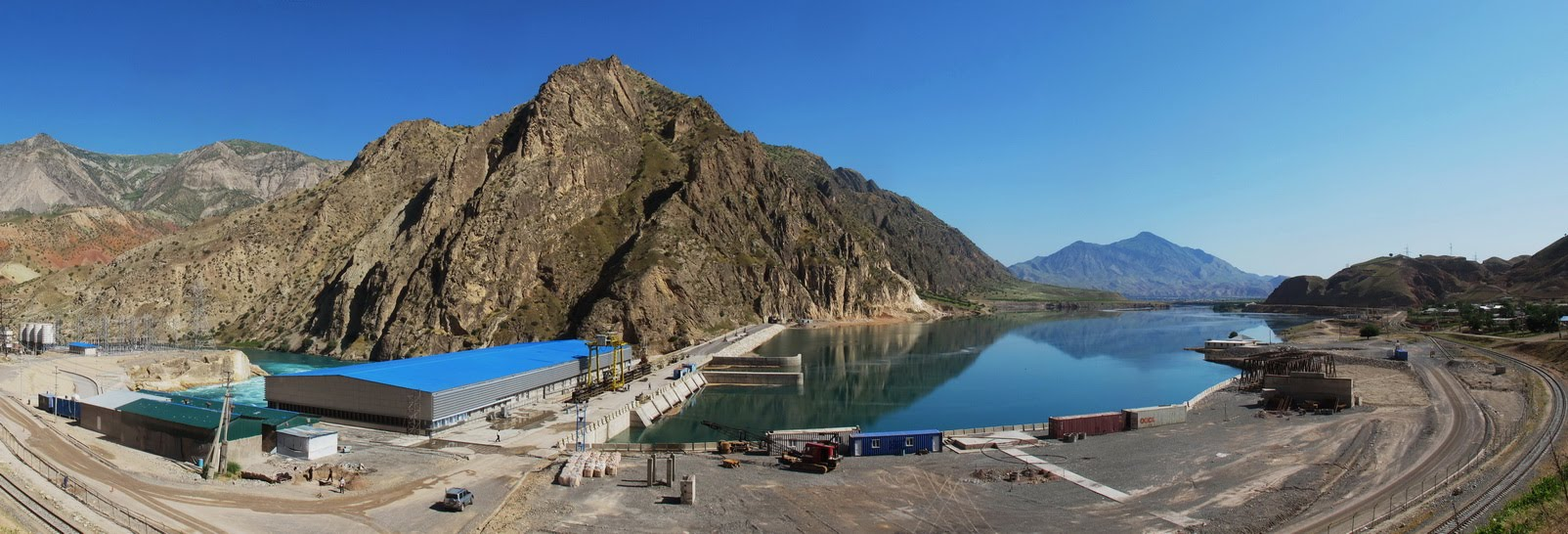
Сангтудинская ГЭС-2

Основная часть электроэнергии в Таджикистане производится на ГЭС. Общая установленная мощность гидроэлектростанций составляет около 4950 МВт. В 2010 году выработка составила около 20 млрд кВт·ч.
Страна обладает значительным потенциалом области гидроэнергетики, который ещё мало реализован. Общий объём гидроэнергоресурсов оценивается в 527 млрд кВт·ч, в том числе, технически возможный к использованию составляет 202 млрд кВт·ч, а экономически целесообразный к строительству — 172 млрд кВт·ч.
Это делает государство одним из самых обеспеченных этим возобновимым источником энергии в мире (8-е место по абсолютному потенциалу выработки). Среди стран СНГ по этому показателю страна уступает лишь России.
Парк ГЭС Таджикистана составляют:
- Вахшский каскад (река Вахш). В него входят наиболее крупные ГЭС страны:
  - Нурекская ГЭС мощностью[61] в 3000 МВт;
  - Байпазинская ГЭС мощностью в 600 МВт;
  - Сангтудинская ГЭС-1 мощностью в 670 МВт;
  - Сангтудинская ГЭС-2 мощностью в 220 МВт;
  - Головная ГЭС мощностью в 240 МВт;
  - Перепадная ГЭС мощностью в 29,9 МВт;
  - Центральная ГЭС мощностью в 15,1 МВт;
- Кайраккумская ГЭС на реке Сырдарья мощностью 126 МВт;
- Варзобский каскад из ГЭС Варзоб−1, −2 и −3 на реке Душанбе-Дарья общей мощностью в 25,7 МВт;
- Несколько десятков малых (мощностью до 1,5 МВт) и микроГЭС (мощностью до 0,1 МВт).

Правительством Таджикистана разработаны обширные планы по реконструкции и модернизации существующих объектов гидроэнергетики, достройке законсервированных и строительству новых ГЭС и трансграничных ЛЭП.
Наиболее крупные станции, входящие в них:
- Рогунская ГЭС мощностью[61] в 3600 МВт (предполагается завершение строительства на основе покупки акций населением страны, привлечения средств иностранных инвесторов и правительством республики);
- Даштиджумская ГЭС мощностью в 4000 МВт (предполагается строительство с участием предпринимателей и правительства Таджикистана).

Предполагается расширять существующие каскады ГЭС и осваивать ресурсы Зеравшан, Пяндж и других рек.
Вместе с тем, в электроснабжении страны в последние годы ощущается дефицит энергии. Электроэнергетическая система Таджикистана находится в кризисном состоянии. Об этом говорится в исследовании Всемирного банка «Энергетический кризис в Таджикистане в зимний период: Альтернативные варианты обеспечения баланса спроса и предложения».
Отмечается, что приблизительно 70 % населения Таджикистана страдает от повсеместного дефицита электроэнергии в зимнее время. «Указанный дефицит электроэнергии, оцениваемый на уровне около 2700 гигаватт-час (ГВт·ч), то есть, приблизительно четверть от общей потребности в электроэнергии, приводит к экономическим потерям, которые, согласно расчётам, ежегодно составляют более 200 млн долларов», — отмечается в исследовании. Уровень дефицита электроэнергии значительно повысился в 2009 году, когда прекратилось взаимодействие Таджикистана с соседними странами в рамках коммерческих поставок электроэнергии через Энергетическую систему Центральной Азии (ЭСЦА).
Указанный дефицит электроэнергии во многом возник в результате выхода Узбекистана из Энергетической системы Центральной Азии (ЭСЦА) и одностороннего запрета на импорт электроэнергии Туркменистана по энергетическим линиям Узбекистана в Таджикистан.

### Промышленность
С точки зрения доминирующих отраслей промышленность Таджикистана подразделяется на:
- Лёгкая промышленность — наиболее развитая отрасль промышленного комплекса столицы. Такое положение объясняется прежде всего тем, что основные сырьевые ресурсы (хлопок, шёлковые коконы, шерсть и другие) производятся в самой республике. Включает в себя предприятия:
  - ООО «ПО Нассочии Точик» (крупнейшая текстильная компания Таджикистана с полным циклом переработки хлопка до готовых швейных изделий, в своём составе имеющая 3 прядильно-ткацких производства, отделочное производство и несколько швейных производств) с производительной мощностью переработки 25 тыс. т хлопка-волокна в год;
  - ООО «СП ВТ Рохи Абрешим» (совместное вьетнамо — таджикское предприятие по переработке шёлка-сырца и производства готовых шёлковых изделий);
  - АООТ «Нафиса» (предприятие по производству чулочно-носочных изделий);
  - ЗАО «Гулистон» (предприятие по производству швейных изделий).
- Электротехническая отрасль и машиностроение включают крупнейшие предприятия республики, такие как ПО «Таджиктекстильмаш», АООТ «Таджиккабель», АООТ «Памир», АООТ «ЭЛТО» (производство электронной техники, электробытовых товаров), АООТ «Торгмаш» — предприятие по производству оборудования для предприятий торговли.
- Пищевая и перерабатывающая промышленность производит все виды продовольственной продукции, включая вино-водочные изделия. Крупнейшими предприятиями отрасли являются масложировой и молочные комбинаты, консервные заводы, вино- и пивзаводы, а также предприятия, производящие хлебобулочную и кондитерскую продукцию.
- Промышленность строительных материалов включает в себя кирпичные заводы, цемзавод, шиферный завод, а также другие предприятия, выпускающие стройматериалы и железобетонные конструкции и изделия.
- Металлургия включает в себя Таджикскую алюминиевую компанию (ТАЛКО) в городе Турсунзаде — одно из крупнейших предприятий республики по производству цветных металлов, арматурный завод, чугунного литья, водо-, газо-, и нефтепроводную арматуру и другие.

В 2011 году в городе Душанбе открылось малое совместное таджикско-канадское предприятие по производству аккумуляторов.
В декабре 2014 в Дангаринском районе Хатлонской области началось строительство самого крупного в Центральной Азии текстильного предприятия, первая очередь которого может переработать свыше 52 тыс. т хлопка-волокна. Предприятие строится согласно совместному инвестиционному проекту Таджикистана и КНР. Предприятие намечено сдать в эксплуатацию в 2018 году.

### Сельское хозяйство
Важнейшей культурой, выращиваемой в Таджикистане, в советский период был хлопок, но за годы независимости его производство упало. В 2014 году в республике было собрано 417,9 тыс. т хлопка. За 2014 год сельскохозяйственное производство составило: 1232,6 тыс. т зерновых и зернобобовых, 1342,4 тыс. т овощей, 465 тыс. т бахчевых, 313,2 тыс. т плодов и ягод, 167,1 тыс. т винограда, 990,2 тыс. т картофеля.
В республике развито животноводство — в 2014 году было произведено 81 тыс. т мяса крупного рогатого скота в живом весе, 778,3 тыс. т молока и 291,6 млн шт. яиц. В 1990-е годы животноводство республики сильно пострадало от войны, но в 2000-е годы восстановилось и, по некоторым показателям (поголовье крупного рогатого скота, овец и коз, производство шерсти и молока), превысило уровень 1991 года. Птицеводство в 1990-е годы пришло в упадок: годовое производство яиц в республике с 1990 года по 2000 год сократилось с 592 млн шт. до 24 млн шт.. В 2000-е годы отрасль частично восстановилась и за 2012 год в Таджикистане было произведено 292 млн шт. яиц (около половины производства 1990 года).

### Внешняя торговля
Все значения приведены в долларах США.
Экспорт — 0,939 млрд, импорт — 3,04 млрд. (в 2017).
Основные экспортные товары: алюминий (166 млн), золото (156 млн), цинковая руда (143 млн), свинцовая руда (112 млн), хлопок-сырец (63,2 млн), а также фрукты, овощи и текстильные товары.
Основные страны экспорта: Казахстан — 32 %, Турция — 21 %, Швейцария — 17 %, Алжир — 8,8 %. Доля России — 2,6 %
Основные импортные товары: нефтепродукты (188 млн), пшеница (166 млн), природный газ (109 млн), так же в значительной мере в страну ввозятся машины и оборудование, одежда, обувь и готовые химические товары.
Основные страны импорта: Китай — 43 %, Россия — 23 %, Казахстан — 15 %, Турция — 5,1 %.
Торговый оборот с Индией незначителен — 32,56 млн в 2009/2010 году. Хотя большая часть населения Таджикистана занята в аграрном секторе, республика вынуждена импортировать значительную часть потребляемой сельскохозяйственной продукции: в 2012 году в Таджикистан было ввезено 829,1 тыс. т пшеницы и муки (в пересчёте на муку, при этом собственное производство составило лишь 619,9 тыс. т), 32,6 тыс. т мяса (собственное производство — 161,9 тыс. т), 116 тыс. т сахара.

### Бедность
По данным Всемирного банка, на 2021 год как минимум 26,5 % населения Таджикистана живёт за чертой бедности. По другим данным, эти цифры заниженные (из-за заведомо неверных отчётов со стороны правительства Таджикистана), и в реальности в крайней нищете живут не менее 62 % населения Таджикистана — и это едва ли не самый высокий показатель среди стран бывшего СССР (из стран бывшего СССР ближе к Таджикистану по этим показателям Кыргызстан, Молдова и Армения). Среди стран из остального мира, если брать официальные данные о 26,5 % бедных в Таджикистане, то это ближе к показателям Парагвая, Танзании, Сальвадора, Непала, Никарагуа, Мьянмы или Бангладеш. Если считать процент бедных по неофициальным 62 %, то это по показателям примерно как в Гватемале, Эритрее, ДРК, Эсватини, Бурунди, ЦАР или Гаити. Регионами страны, где самый высокий уровень бедности населения — южная Хатлонская область, где по официальным данным как минимум 32,8 % (в реальности не менее 70 %) граждан живут за чертой бедности, а также ГБАО (официально 29,7 % бедных) и в совокупности районы республиканского подчинения (соответственно 32,5 %). Относительно «благополучными» регионами страны являются город Душанбе (официальный процент бедных 18,5 %) и частично Согдийская область (официально 15,4 %). Наибольшая бедность наблюдается в сельской местности и в малых городах. Между тем, уровень бедности населения до недавнего времени медленными темпами сокращался, и это отмечали даже международные наблюдатели. Если в 2012 году официально слой населения с низкими доходами составлял 37,4 %, то к 2020 он сократился до 27,5. Последующая пандемия COVID-19 вновь усилила рост только начавшегося медленного сокращения бедности в стране, и тот же Всемирный банк спрогнозировал снижение и так медленных темпов сокращения бедности и риски финансово-экономической рецессии.

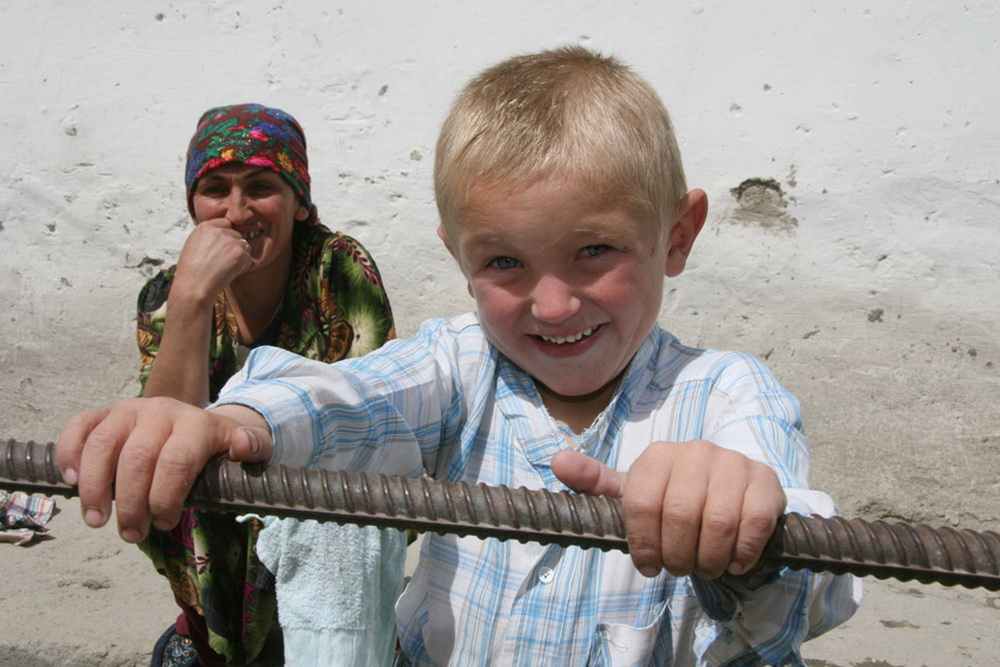
Памирский мальчик в Горно-Бадахшанской автономной области Таджикистана

По данным Агентства по статистике Таджикистана, среднемесячная номинальная начисленная заработная плата на конец 2019 года составляла 1357 сомони или 140 долларов США. В реальности, средняя зарплата у большинства жителей страны в регионах на уровне 70-90 $, в столице на уровне 90-130 $, хотя некоторые квалифицированные специалисты получают 160—350 $. Самая низкая зарплата составляла 61 $. В Таджикистане не имеется шкала прожиточного минимума. Средний размер ежемесячной пенсии официально составлял 308 сомони, или около 30 $. На деле, размер пенсии у большинства пенсионеров не превышает 20-27 $, хотя и встречаются редкие пенсионеры, получающие гораздо больше. На середину 2020 года в стране пенсию получали свыше 722 тысяч человек, или всего 8 % населения страны.

## Население
В Таджикистане наблюдается наиболее быстрый рост численности титульной национальности среди всех стран бывшего СССР. Доля таджиков в 1959 году составляла 53,1 % населения Таджикистана, а в 1989 году — уже 62,3 %. В 2002 году она возросла до 79,9 %, в 2010 году — до 84,3 %.
По данным переписи населения 2010 года, численность населения Таджикистана составила 7 565 000 человек, на 1 октября 2015 года — 8 486 300 человек. Количество мужчин составляет 3 813 000, а женщин — 3 752 000. Согласно этим данным, на 1 тыс. мужчин в РТ приходится 984 женщины. По данным Агентства по статистике при президенте Таджикистана на 1 января 2018, население республики составляло 8 931 200 человек.
Население Таджикистана давно растёт быстрыми темпами: в 1959 году здесь было 1 981 000 человек, в 1989 — 5 109 000, и, в отличие от европейских стран СНГ, продолжало расти в 1989—1999 годах, несмотря на значительный миграционный отток населения из республики (437 тыс. человек за 11 лет). Основной фактор роста населения — высокий естественный прирост. 23 июля 2022 года было официально объявлено о том, что население Таджикистана достигло 10 миллионов.
Примерное распределение населения по возрастным группам на начало 2018 года в цифрах (тыс. чел.):
- Городское население:
  - 1483,6 — моложе трудоспособного возраста (мужчин: 772 / женщин: 711,6);
  - 134,3 — старше трудоспособного возраста (мужчин: 44,7 / женщин: 89,6).
- Сельское население:
  - 2338,6 — моложе трудоспособного возраста (мужчин: 1213,9 / женщин: 1124,7);
  - 353,5 — старше трудоспособного возраста (мужчин: 128,5 / женщин: 225)[6].

В период 1989—2000 годов сокращалось не только городское население Таджикистана в целом, но и население крупных городов страны, включая столицу — Душанбе — в результате миграционного оттока русскоязычного, а затем и таджикско-узбекского населения. С момента распада СССР заметно изменился национальный состав населения страны. По данным переписи, доля русских в населении оказалась значительно ниже ожидаемой. В 1989 году в республике проживало 388,5 тыс. русских; по данным государственного учёта на 1996 год, с учётом миграций и естественной убыли, численность русских была оценена в 189,5 тыс., но перепись 2000 года обнаружила лишь 68,2 тыс. Таким образом, часть миграций и смертей (особенно во время вооружённых столкновений) не была учтена официальной статистикой. Доля узбеков в населении — менее 17 %; доля киргизов осталась прежней — чуть более 1 %. В то же время в межпереписной период значительно увеличилась численность и доля таджиков: в 1989 году их было 3172,4 тыс. (62,3 %), в 2000 году — уже 4898,4 тыс. (79,9 %), в 2010 году — до 84,3 %.
По официальным статистическим данным, ежегодно население Таджикистана растёт на 2,2 %, или на 200 тыс. человек. 26 мая 2018 года в Душанбе родилась 9-миллионная жительница страны.
В России действует несколько общественных и правозащитных организаций выходцев из Таджикистана. В 2003 году учреждена Международная общественная организация «Народная Лига „Таджики“». В ноябре 2007 года в России прошёл I съезд народов Таджикистана. По российской программе переселения соотечественников из Таджикистана в 2016 году в различные регионы России переехали около 7 тыс. граждан Таджикистана.

## Религия
Таджикистан является светским государством. Подавляющее большинство населения страны исповедует ислам ханафитского толка суннитского направления. В восточной части страны — в Горно-Бадахшанской автономной области (ГБАО), где памирские народы составляют основную часть населения, больше всего распространён исмаилизм — одно из специфических течений шиитского ислама. Последователей традиционного шиизма в Таджикистане не много. В основном это малочисленная диаспора среднеазиатских иранцев Таджикистана (бо́льшая часть среднеазиатских иранцев живёт в Узбекистане), а также малочисленные иммигранты из Ирана и Афганистана. Официально, в стране не существует ни одной мечети или медресе традиционного шиизма. Таджикистан является одним из тех государств, где до сих пор существует значительное количество последователей зороастризма. Практически все зороастрийцы Таджикистана являются представителями памирских народов, которые проживают в ГБАО. Также зороастрийцами являются крайне незначительная доля этнических таджиков и ягнобцев, проживающих преимущественно на востоке страны. В ГБАО существует несколько десятков зороастрийских храмов.
В Таджикистане зарегистрированы 85 немусульманских религиозных объединений. Среди них основную часть составляют христиане. Также в стране зарегистрированы 4 общины бахаистов, одна — зороастрийцев, и одна — иудейская община. В Таджикистане была зарегистрирована и действовала единственная в Средней Азии политическая религиозная партия — «Партия исламского возрождения Таджикистана».

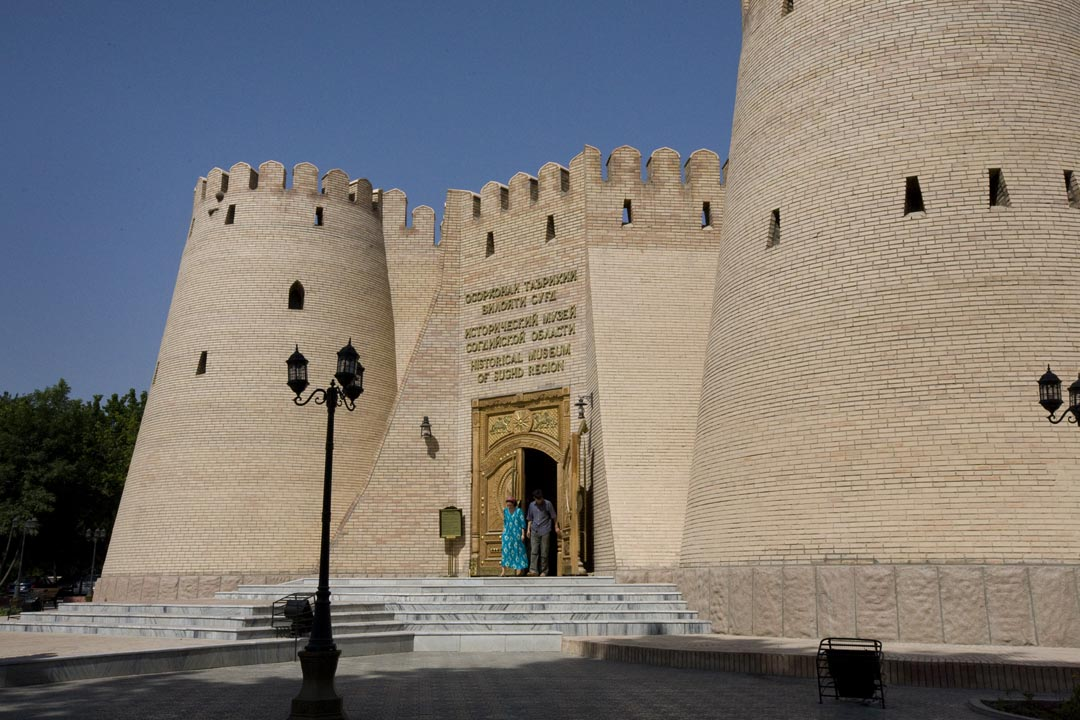
Исторический музей в Худжанде

Большинство христиан в стране — православные. На территории Таджикистана действует не менее 6 приходов Душанбинской епархии Русской православной церкви. Протестанты (10 тыс.) представлены пятидесятниками (4,7 тыс., включая корейское движение «Сонмин Сунбогым»), пресвитерианами из миссии «Сонмин Грейс» (1,5 тыс.), адвентистами, баптистами (Союз евангельских христиан-баптистов Таджикистана), лютеранами и другими.

## Объекты туризма и отдыха

Самая большая больница в Средней Азии

## Языки
Государственным и официальным языком Республики Таджикистан является таджикский язык, считающийся некоторыми лингвистами этнолектом персидского языка. Таджикский язык имеет так называемую проблему «язык или диалект». Официально признанной и самой распространённой для таджикского языка письменностью в Таджикистане является таджикская кириллица, принятая в 1940 году и усовершенствованная в 1952 и 1998 годах. В стране немало сторонников возвращения для письменности таджикского языка арабско-персидской письменности, и даже сторонников возвращения «исконного» названия языка — фарси или персидский.
Русский язык согласно Конституции Таджикистана официально признан «языком межнационального общения». Делопроизводство на нём практически не ведётся.
Также распространены ягнобский (на севере страны — в Согдийской области) и памирские языки (на востоке — в ГБАО) восточно-иранской группы языков, киргизский (в Мургабском и Лахшском районах), узбекский (по всей стране за исключением горных районов) и туркменский (в районе Дусти) тюркской группы языков.

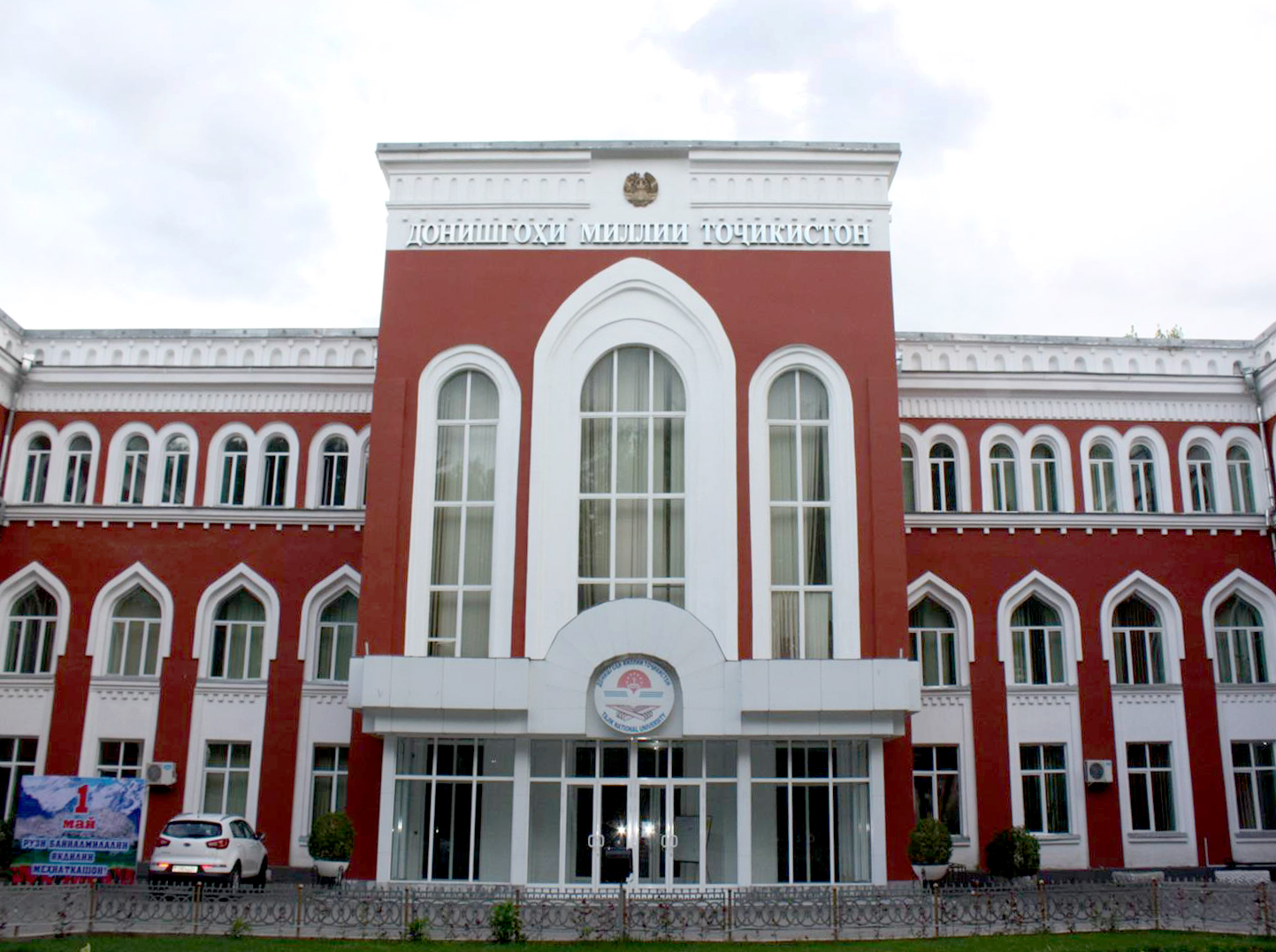
Главный вход в Таджикский национальный университет

## Образование
От советского периода страна унаследовала целую сеть образовательных учреждений; за годы независимости число как вузов, так и студентов резко увеличилось. Однако качество высшего образования остаётся невысоким, что связано с отвлечением значительной части студентов от занятий на разного рода работы. Исследователь З. Ю. Тураева отмечает на начало 2010-х годов такие формы снятия студентов вузов Таджикистана с занятий: репетиции мероприятий к государственным праздникам и памятным датам (в некоторых академических группах мобилизуют до 50 % состава, который по 4 месяца с утра до вечера на специальных площадях репетирует, при этом преподавателям устно указывали не отмечать этим студентам пропуски занятий, а оценки и зачёты просто выставляли), направление в некоторых вузах студентов на 1—2 месяца на общественные работы (уборка улиц, озеленение).
По подсчётам отдела народонаселения Департамента по экономическим и социальным вопросам ООН, в Таджикистане около 5 781 203 человека старше 15 лет могут читать и писать на каком-либо языке, что составляет 99,77 % от общего числа взрослого населения. Соответственно, около 13 147 человек всё ещё остаются неграмотными.

## Наука
Наука на территории Таджикистана уже в средневековье достигла больших успехов, но ныне действующие научные организации были созданы в советский период. За время независимости научная сфера пережила тяжёлый кризис: ежегодное число патентных заявок на изобретения сократилось в 1994—2011 годы со 193 до 5. Значительный вклад в науку вносят ВУЗы, где в 2011 году трудились 6707 научных сотрудников, из которых 2450 имели учёные степени.
За вклад таджикских учёных в развитие мировой астрофизики в честь Таджикистана названа одна из малых планет Солнечной системы.

## Культура

Национальный музей в центре Душанбе

Культура и общественные отношения в Таджикистане имеют многовековую историю. Художественная культура таджикского народа издревле сформировалась и развивалась на территории Средней Азии и современного Афганистана и развивалась в городах Бухара, Самарканд, Мерв, Герат, Нишапур, Балх, Худжанд, Истаравшан, Хулбук и других городах Средней Азии; она тесно связана с культурой других народов (особенно иранцев). На территории современного Таджикистана сохранились памятники культуры, которые вошли в Список объектов Всемирного наследия ЮНЕСКО. Своеобразно развивались образование и наука, которые за прошедшие тысячелетия вобрали в себя арийскую, эллинскую, персидскую, исламскую, тюрок-монгольскую и европейскую культуры.

Дворец Нации в Душанбе
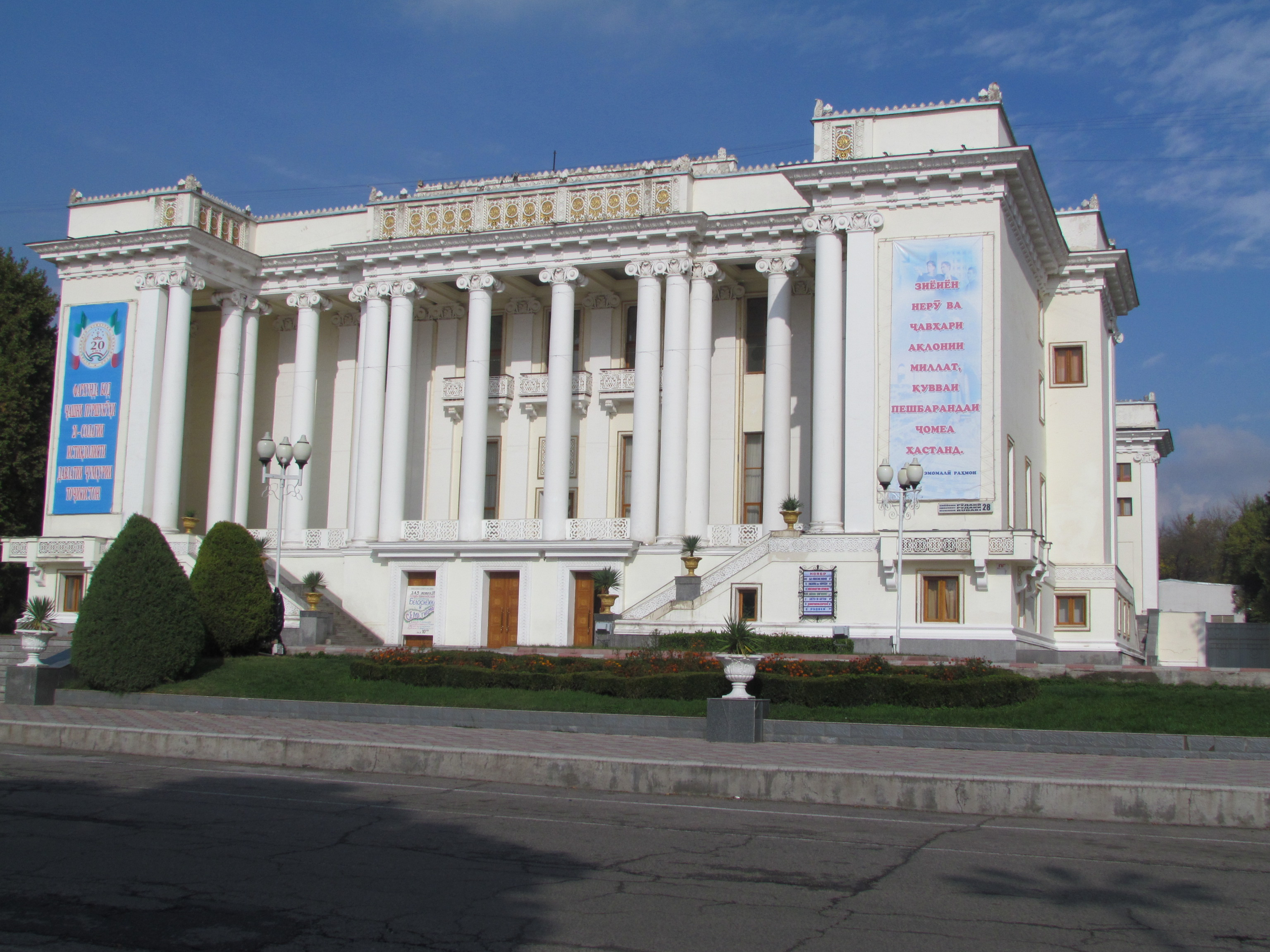
Театр оперы и балета им. С. Айни в Душанбе
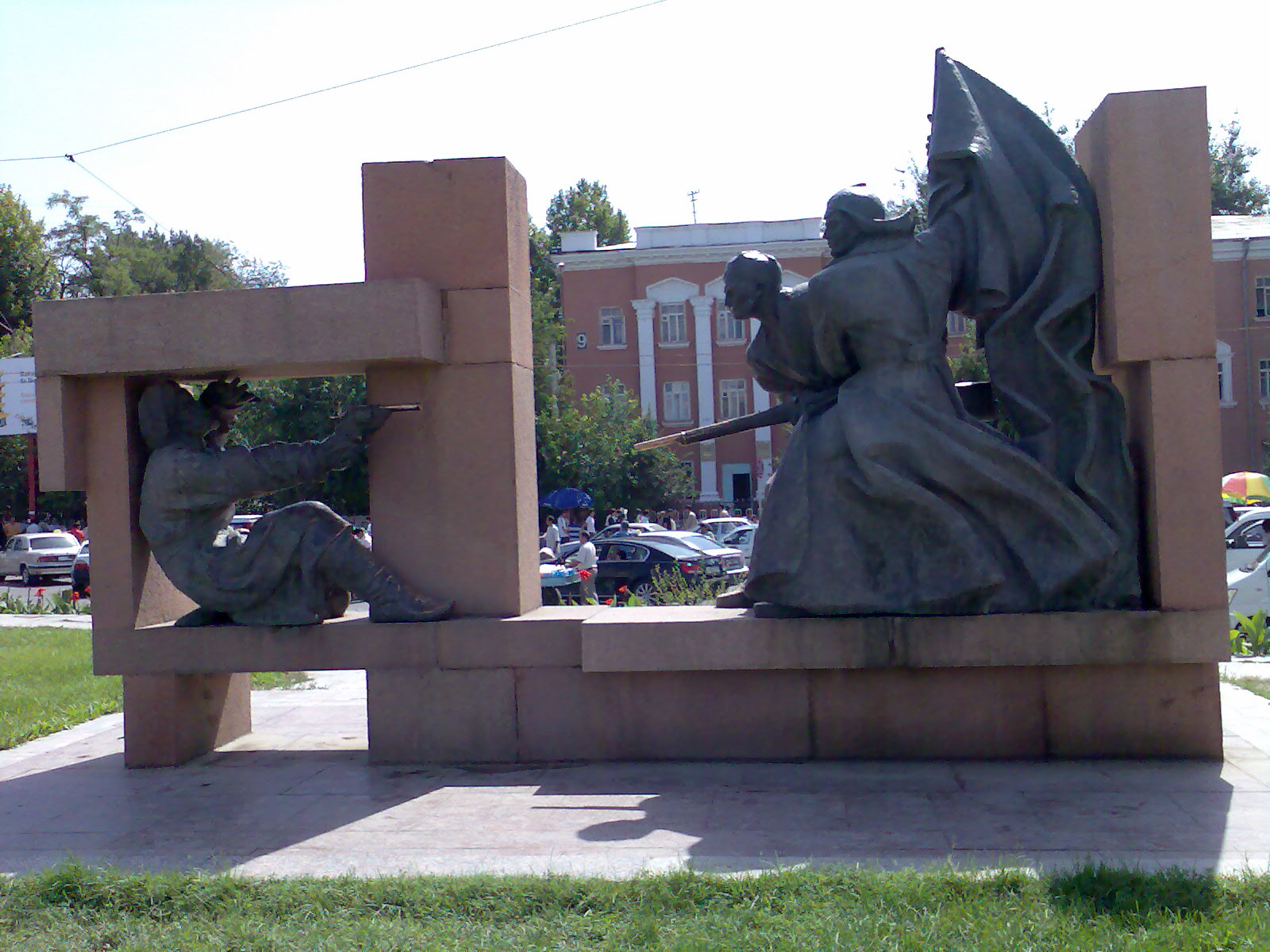
Памятники советского времени в Душанбе
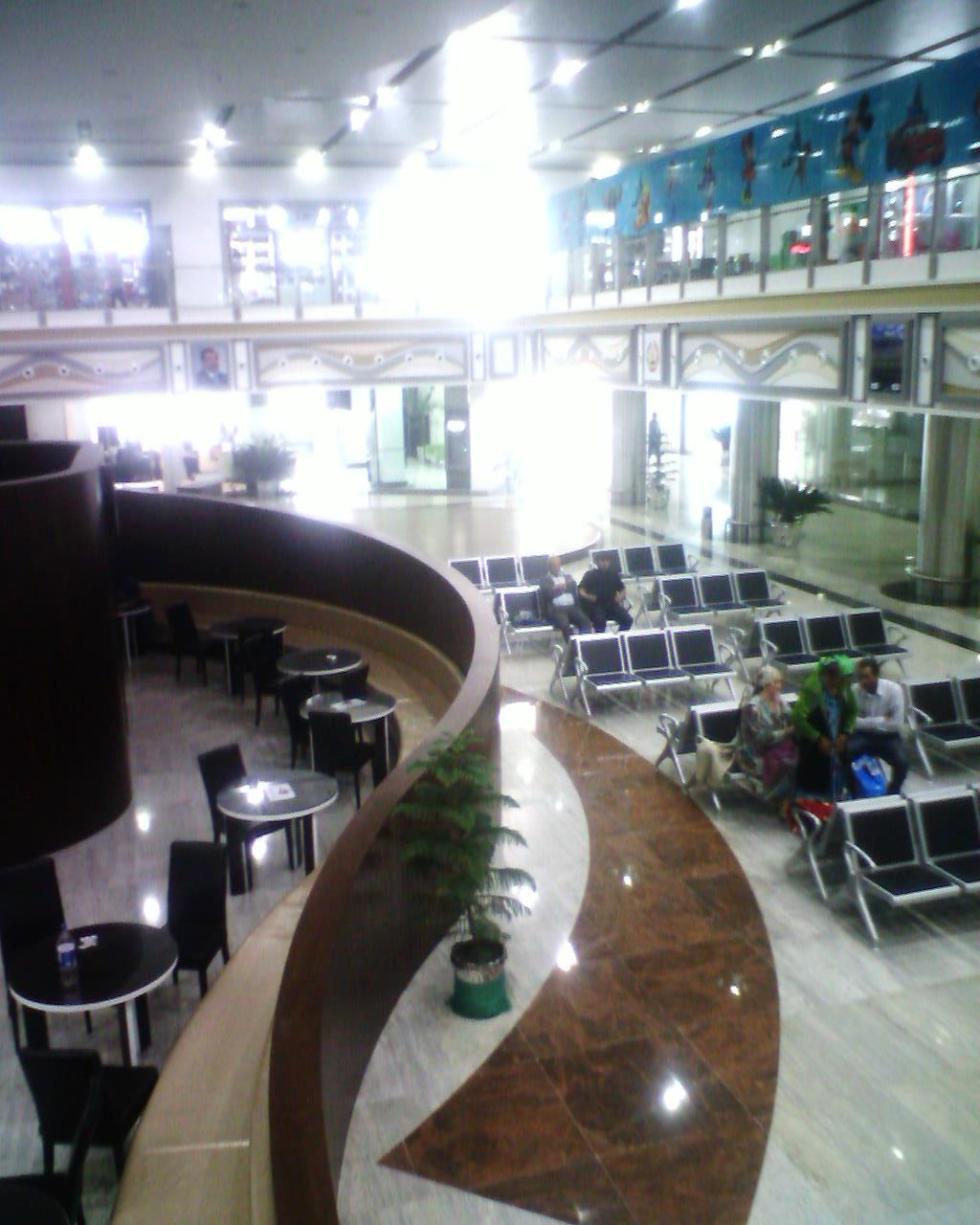
Зал для пассажиров автотерминала в Душанбе
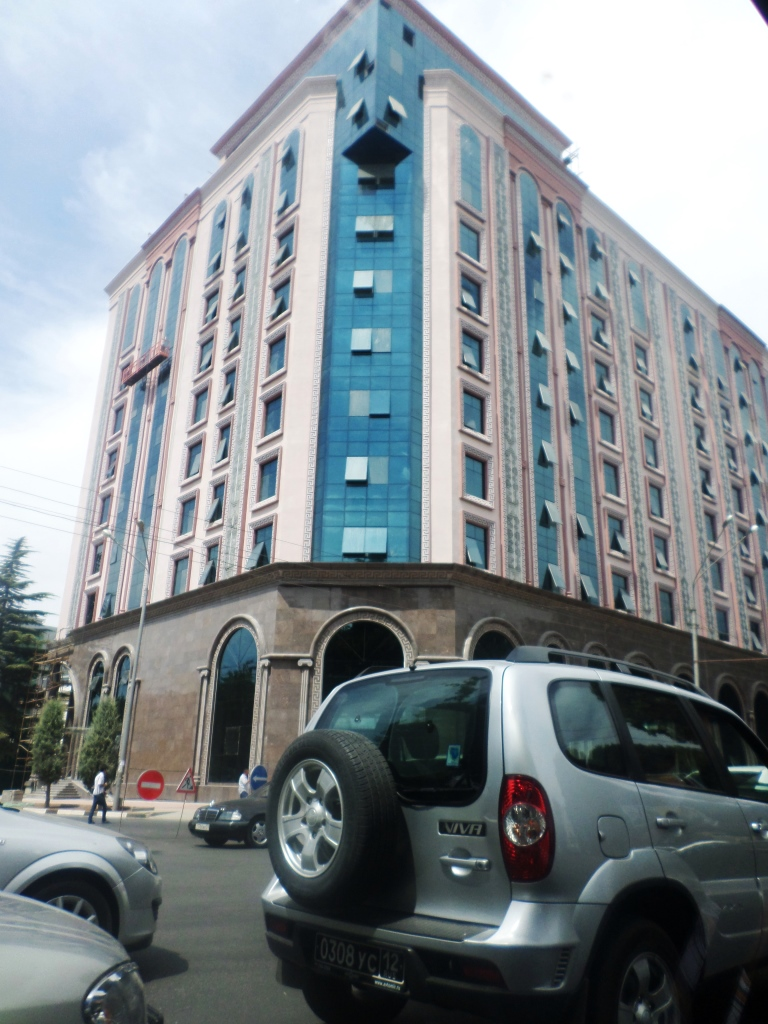
Жилой высотный дом в Душанбе
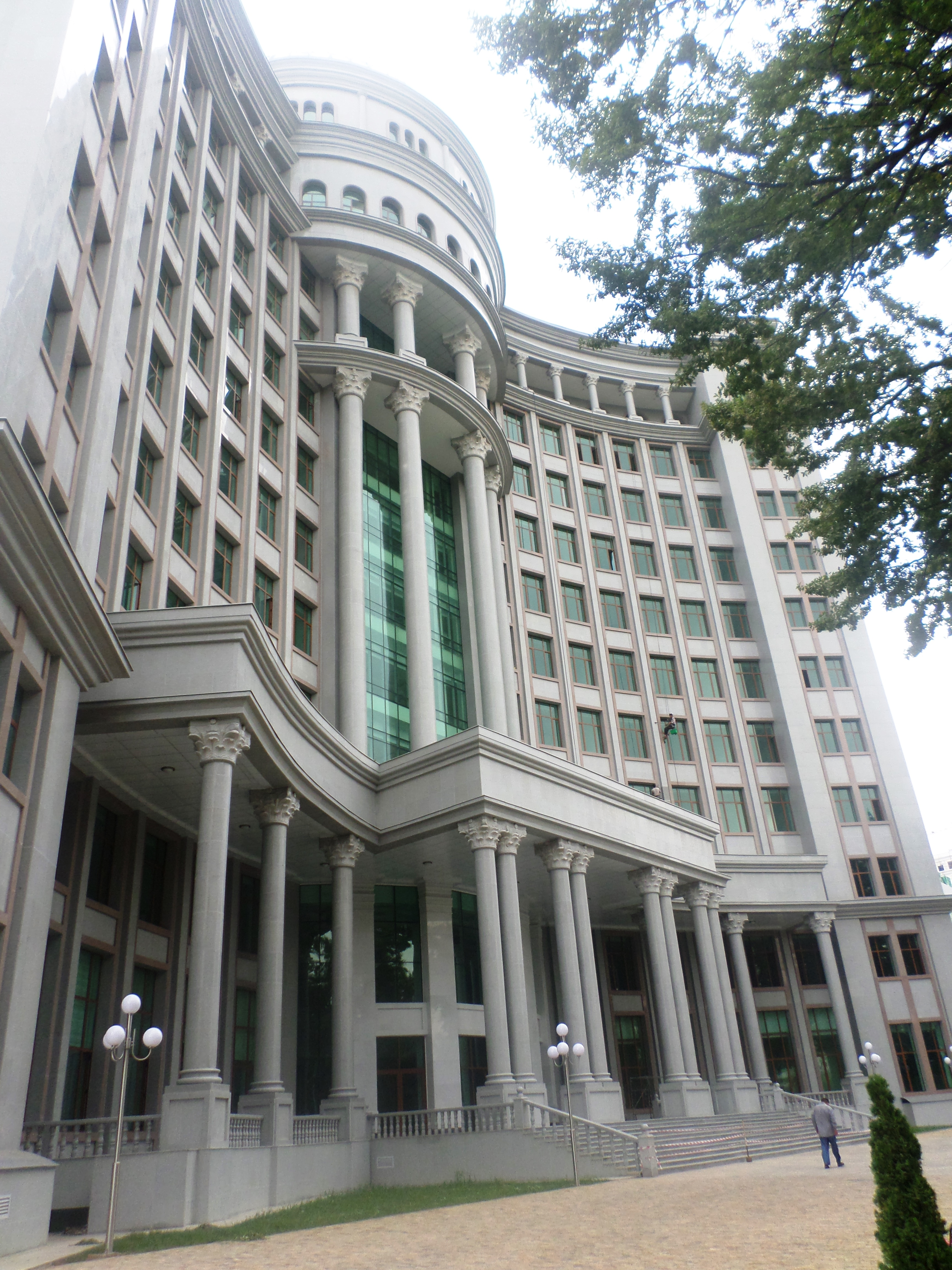
Здание Налогового комитета в Душанбе
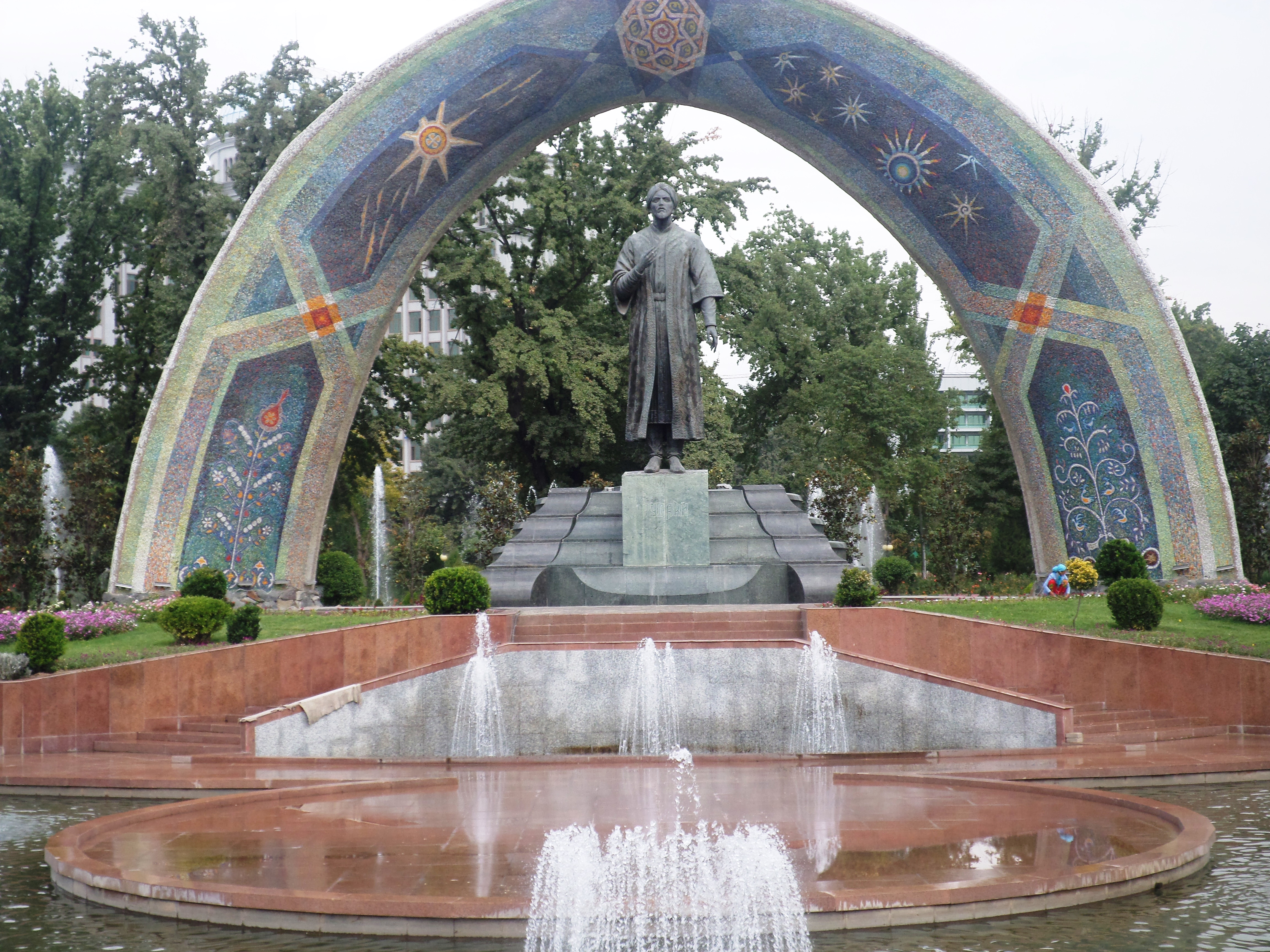
Памятник А. Рудаки в Душанбе
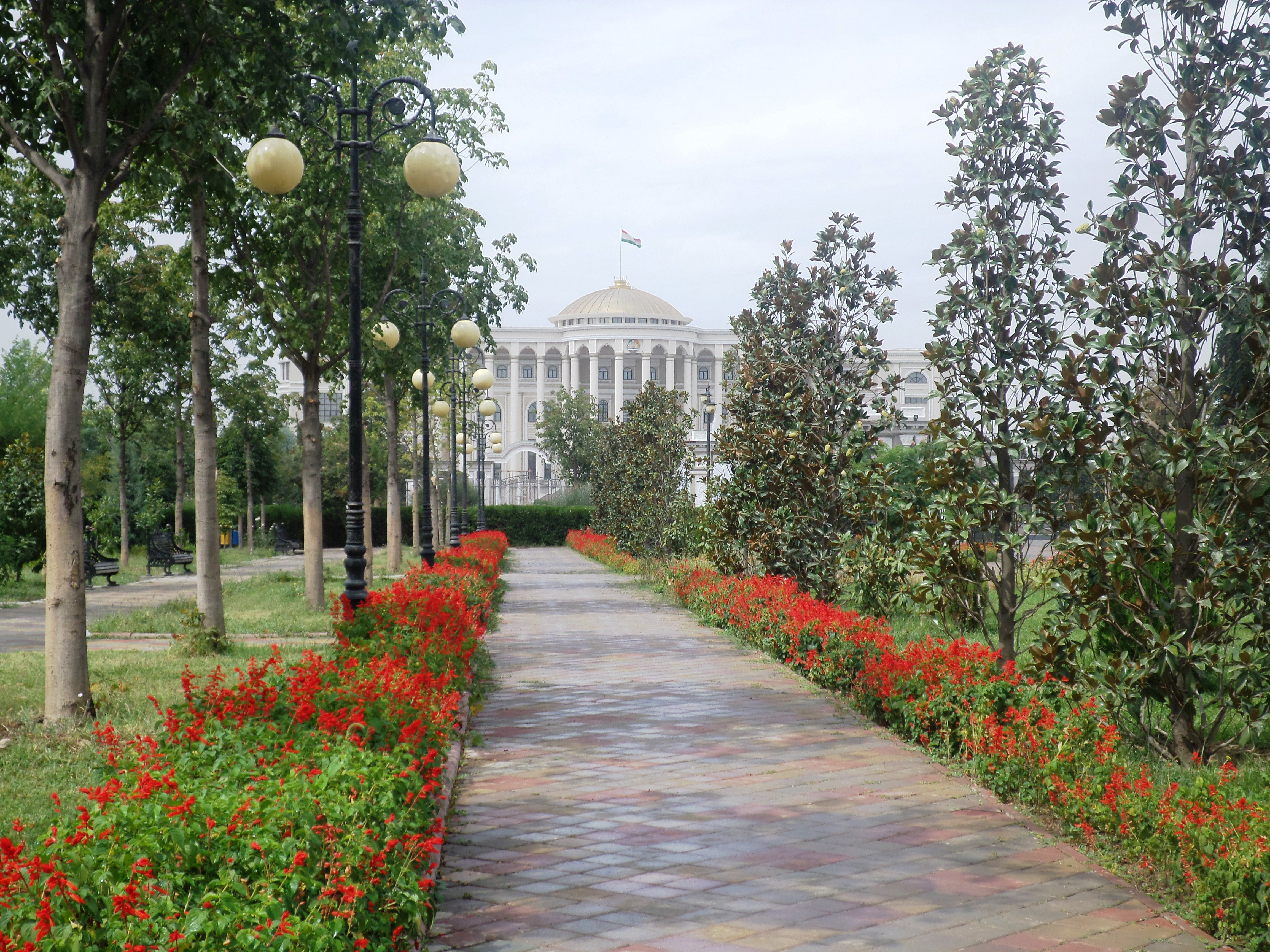
Парк им. А. Рудаки в Душанбе
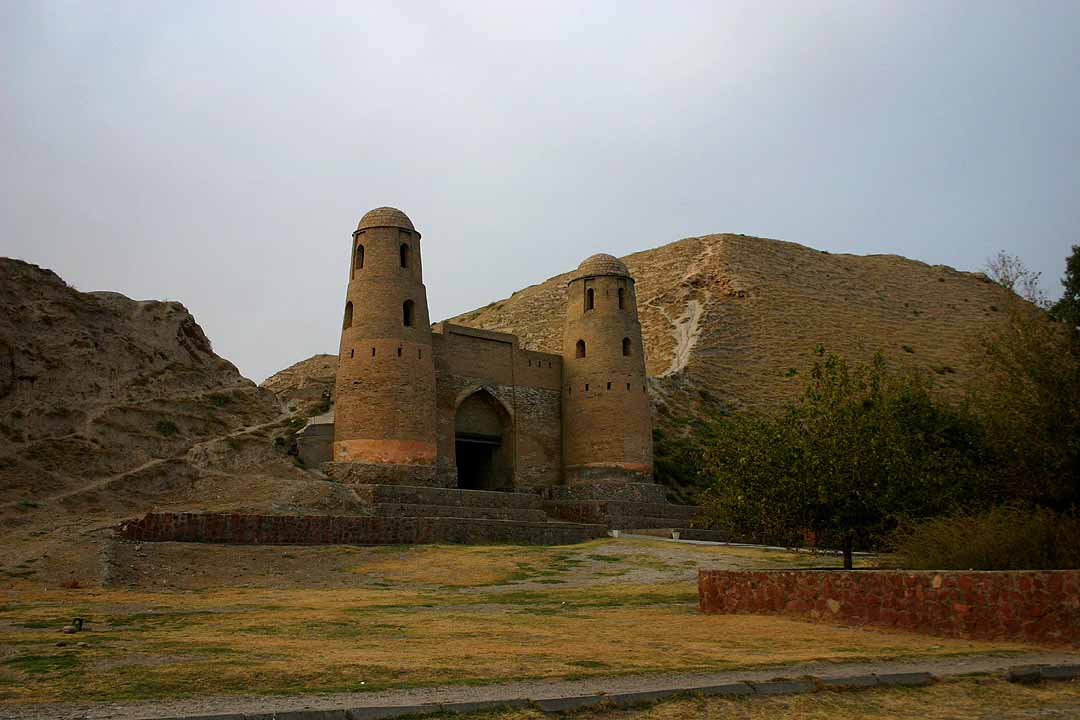
Гиссарская крепость, Гиссарский район
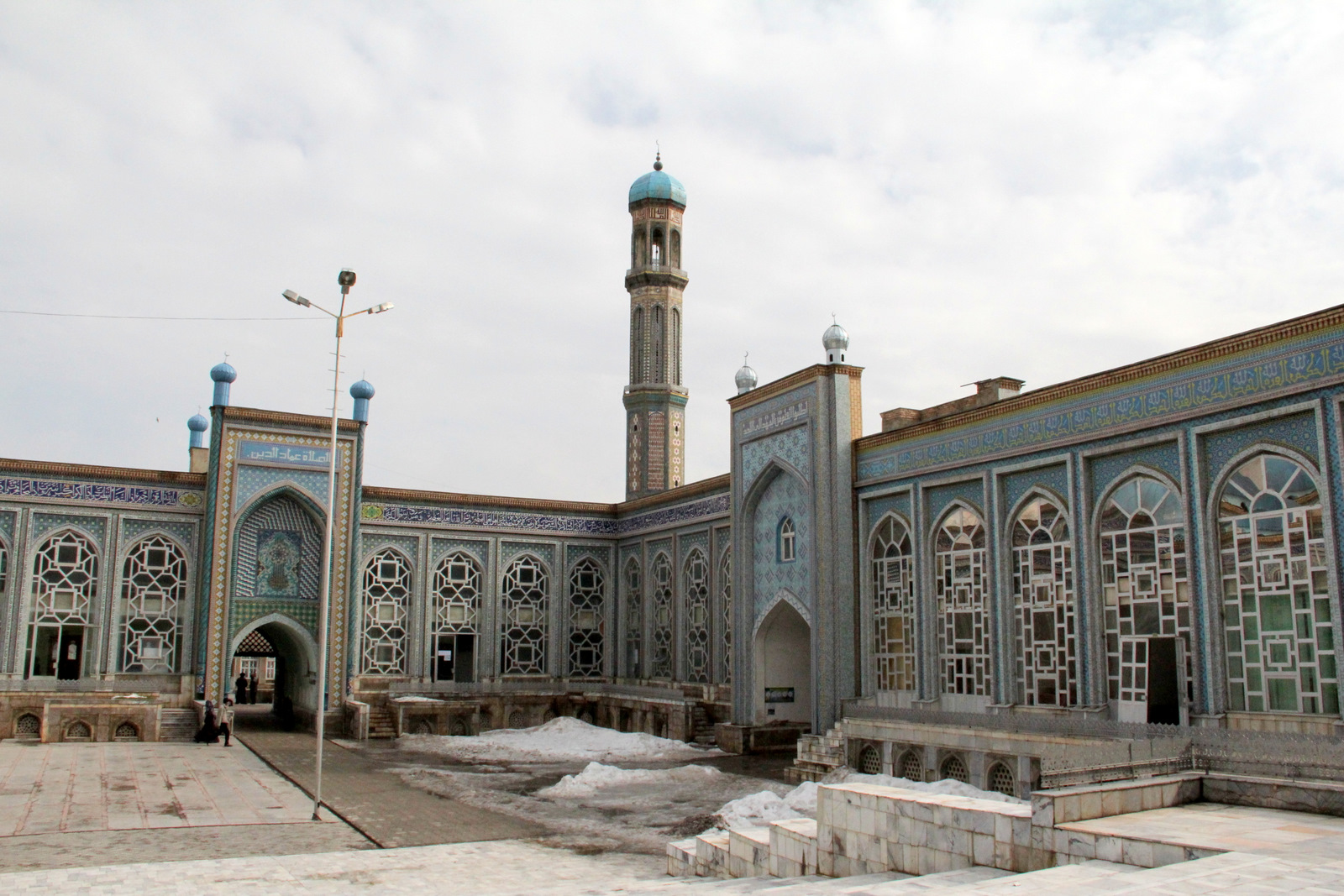
Главная мечеть в Душанбе
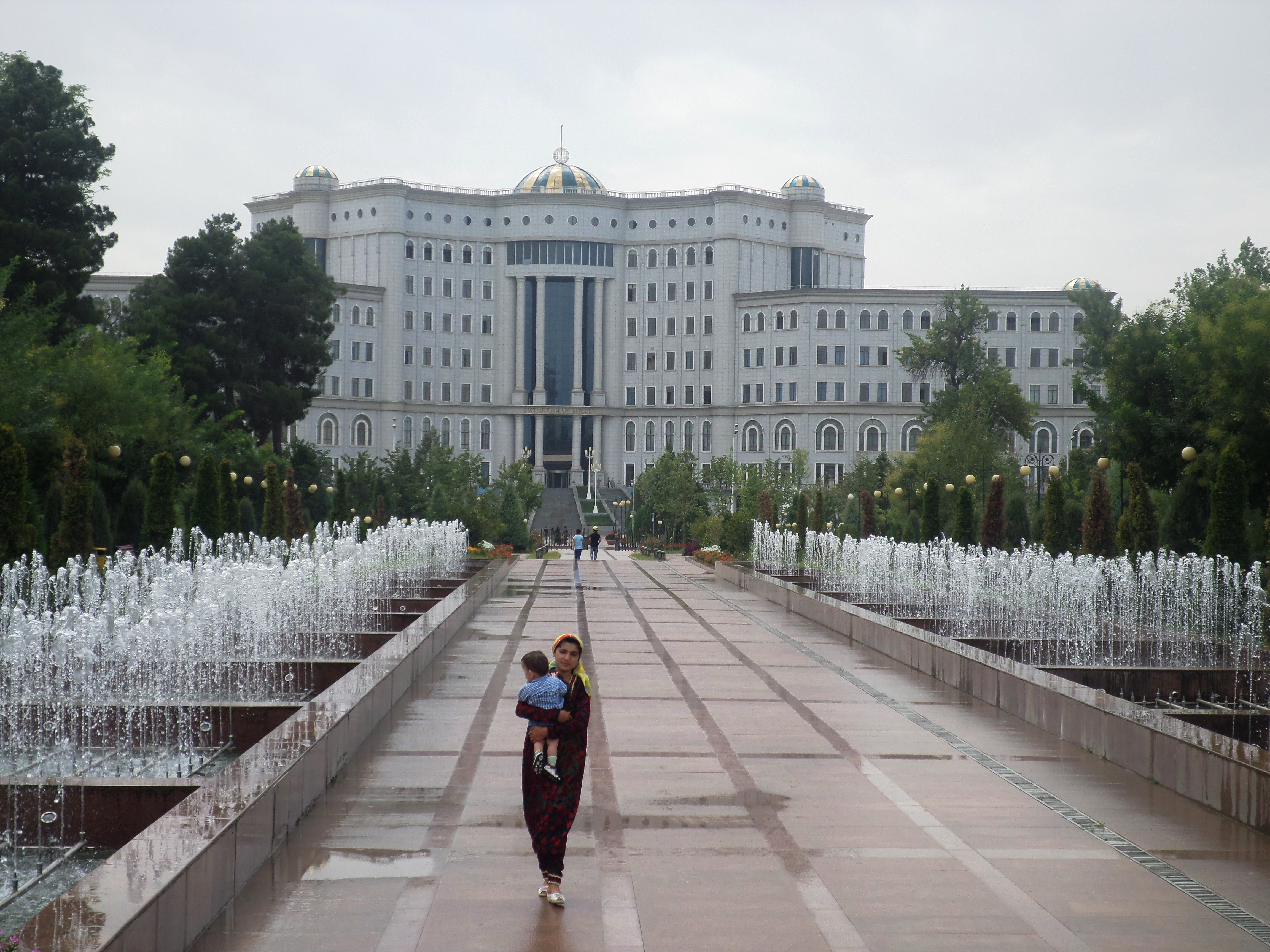
Национальная библиотека и прилегающий фонтан в Душанбе

Во второй половине XIX—XX веках, после завоевания Средней Азии со стороны России и последующего совместного проживания таджикского народа с народами бывшего СССР, начинается проникновение европейской культуры и её трансформация в культурную жизнь таджикского общества. В общественной и культурной жизни традиционного средневекового общества произошли коренные изменения, в том числе материальной, духовной и художественной культуре. Постепенно в течение XX столетия изменился традиционный уклад жизни и культурные потребности таджикского общества. Повседневным культурным обликом жителей стали европейская одежда, быт, некоторые традиции, потребление достижений глобального сообщества, в том числе в области культуры. После приобретения государственной независимости Республика Таджикистан (1991) возродила некоторые запретные в советское время национальные праздники — Навруз, Рамазан, Курбан и другие. Были восстановлены названия городов и селений, возрождён национальный статус таджикского языка в государственных, общественных и образовательных учреждениях и т. д. В 1991—2011 годах число музеев (включая филиалы) увеличилось с 27 до 44, но ежегодное число их посещений сократилось с 450 тыс. человек до 252 тыс. (правда, при учёте количества посещений существует значительная путаница).
Сохранение национальных культурных традиций и самобытности, использование достижений глобальной культуры в обществе является главным критерием современного Таджикистана.

## Спорт

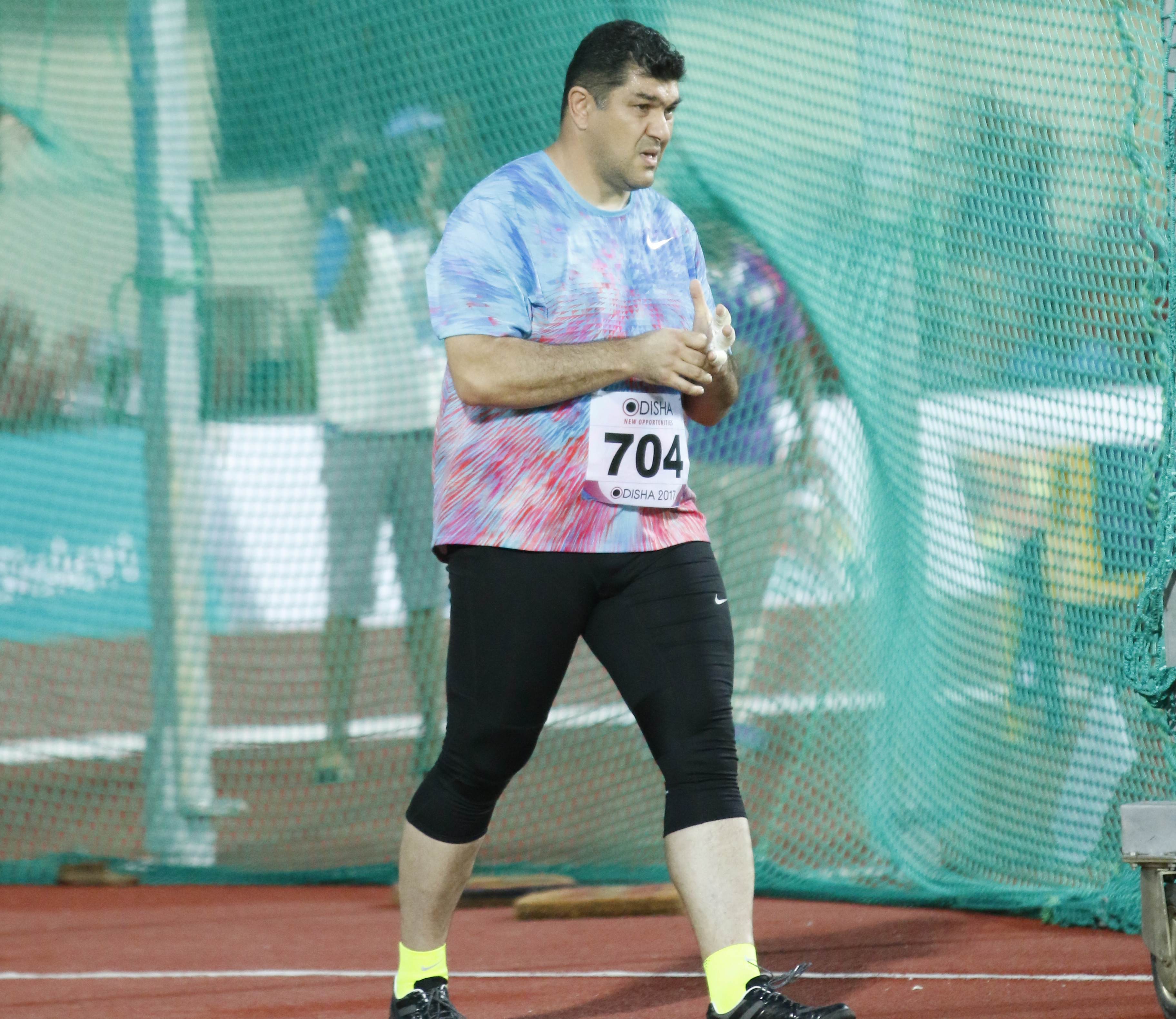
Единственный олимпийский чемпион в истории Таджикистана метатель молота Дильшод Назаров

### Традиционная одежда
В стране, особенно среди женщин из коренного населения, сохраняется ношение традиционной национальной одежды. Швеи и вышивальщицы различных регионов Таджикистана используют современные фабричные ткани и местные рукодельные вышивки для украшения дома и женской одежды. Мужчины в основном носят фабричную одежду европейского стиля. Некоторые мужчины носят верхнюю национальную одежду — джома (тадж. ҷома), и головные уборы — тюбетейки (тадж. тоқи).

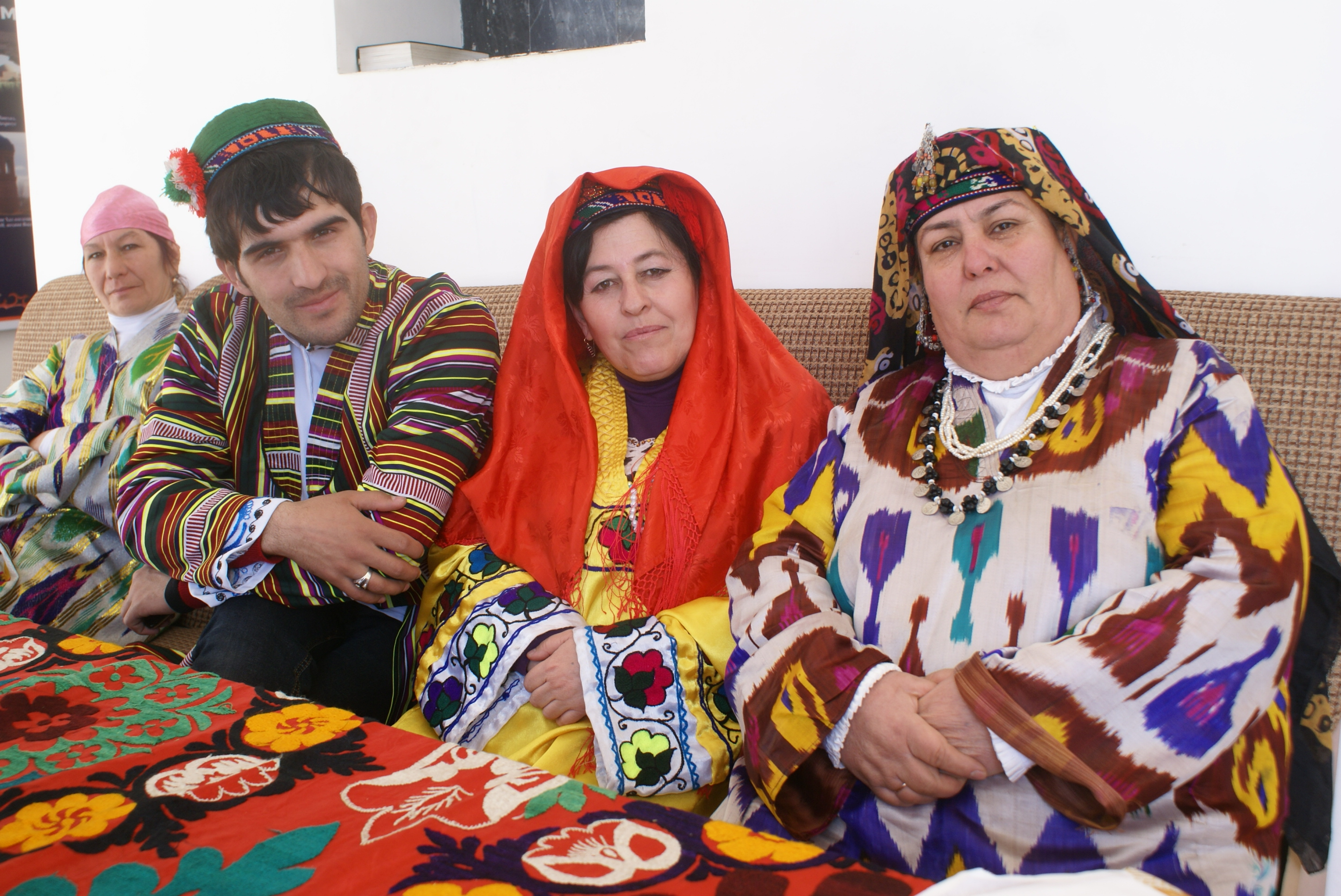
Национальная одежда жителей Таджикистана.
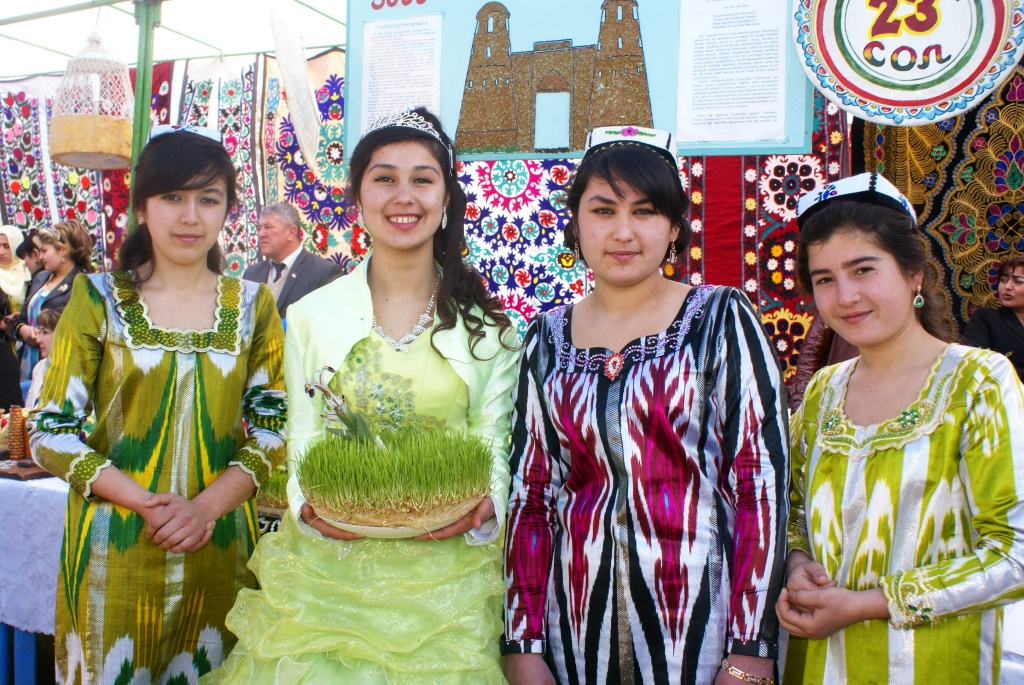
Девушки из Гиссара.
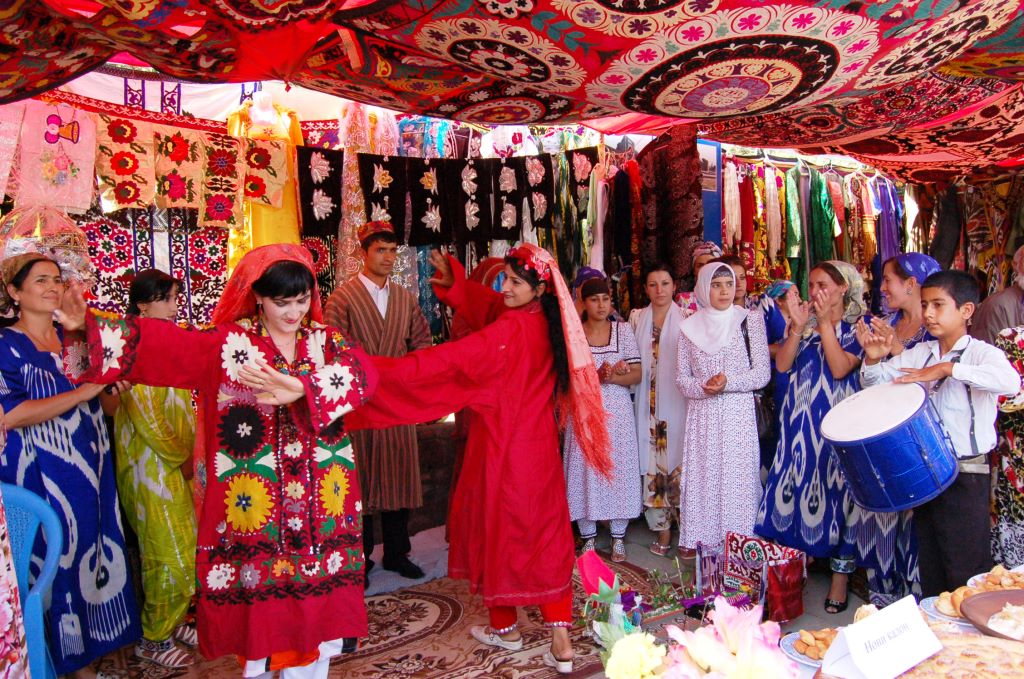
Свадебная церемония в Гиссарском районе, 2011 год.
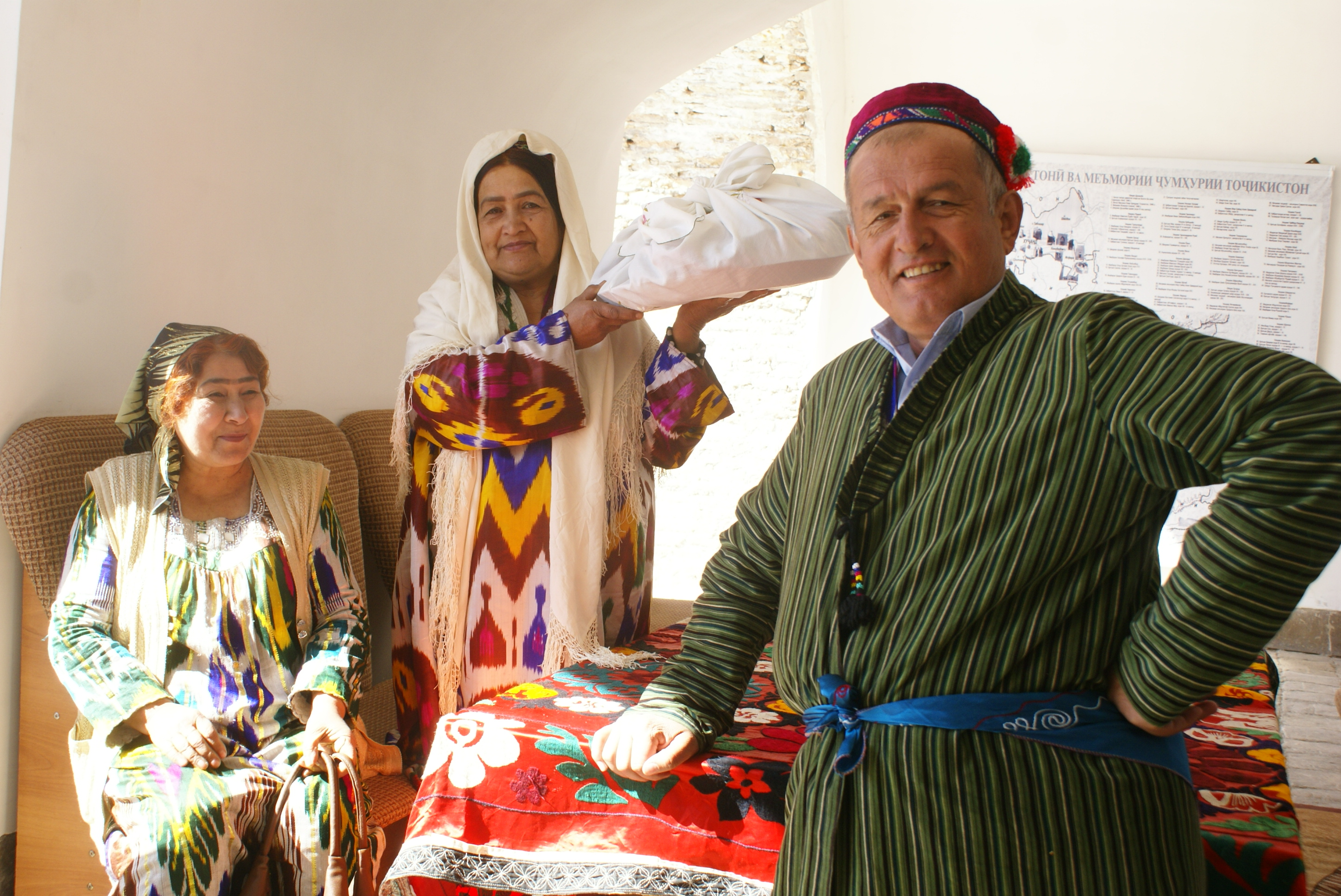
Национальная одежда жителей Гиссара.
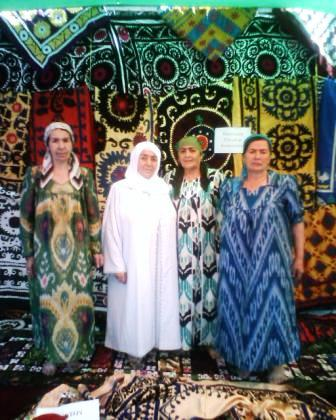
Женщины в национальной одежде.
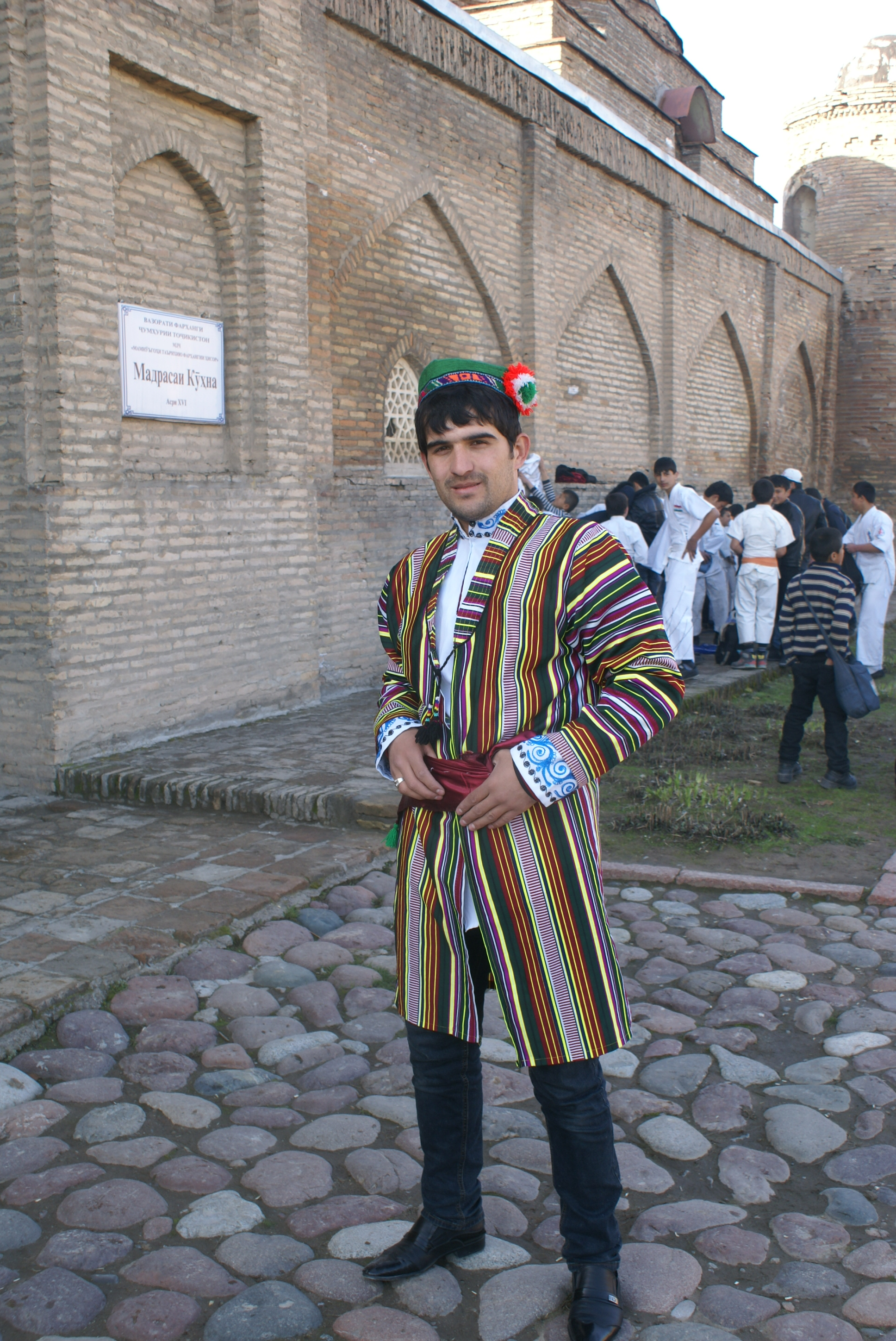
Джома. (Гиссар, Таджикистан, 2015 год).

#### Классическая литература

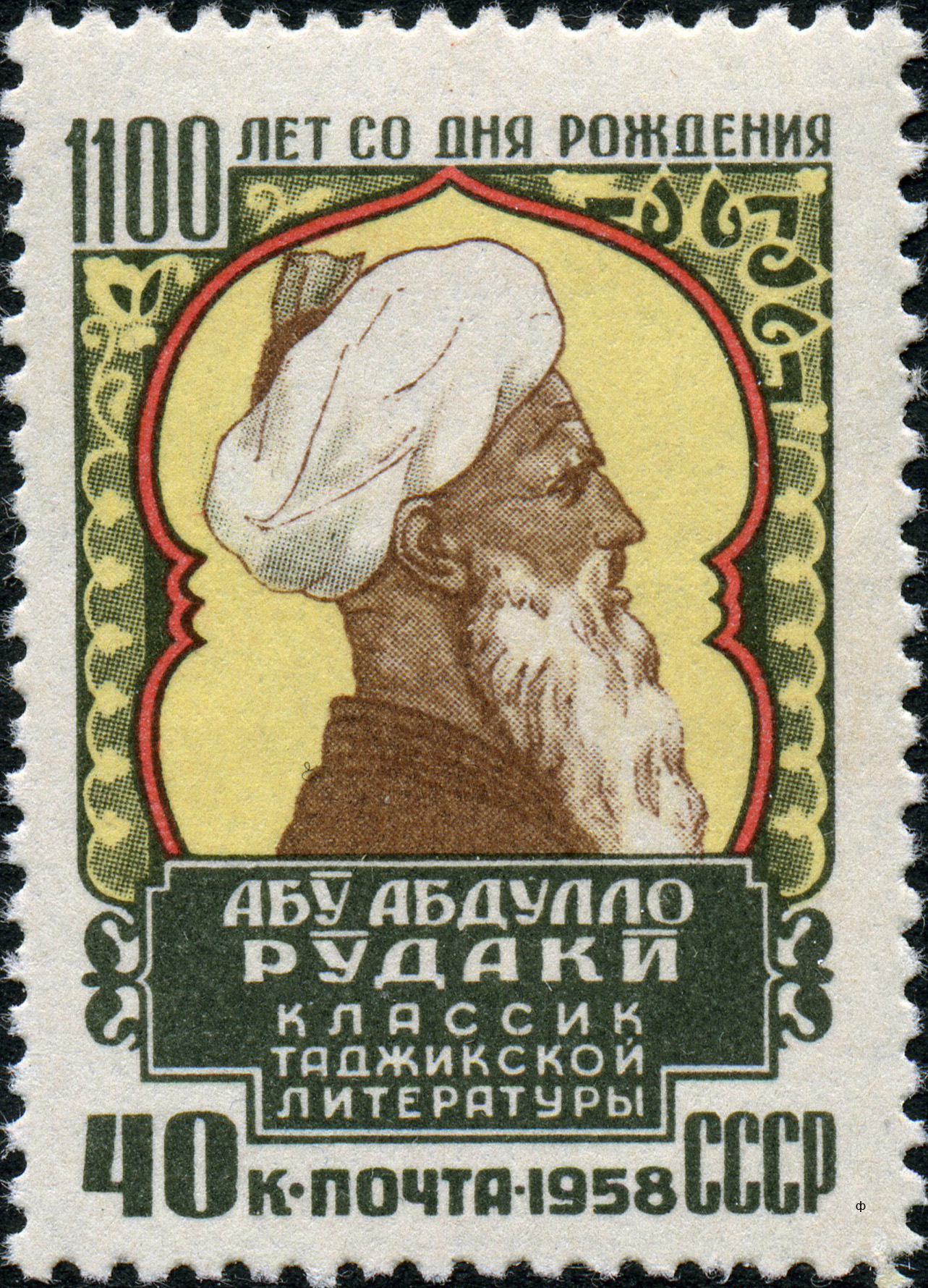
Рудаки
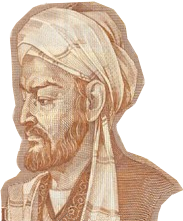
Ибн Сина
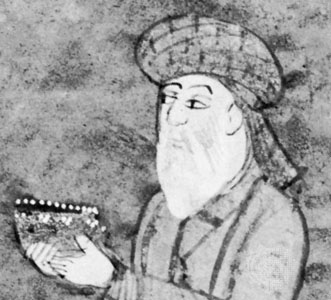
Хафиз
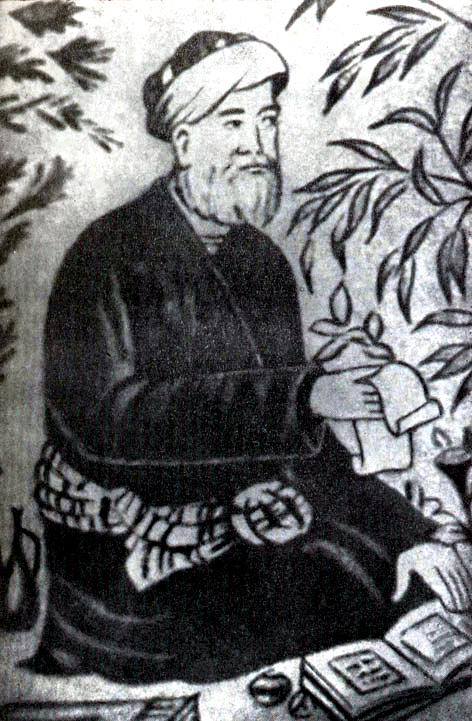
Джами

Персидско-таджикская литература — поэзия, проза, рукопись, миниатюра — развивались на протяжении нескольких веков. Наиболее яркий период развития таджикской литературы приходится на средневековые времена, когда в Средней Азии появилось первое мусульманское таджикское государство — эмират Саманидов (874—1005 года). Именно в это время началось и формирование таджикской нации. Саманиды уделяли огромное влияние науке и поэзии. Такие выдающиеся поэты и учёные того времени, как Рудаки, Абуали ибн Сина (Авиценна), Фирдоуси, Унсури, Дакики трудились при дворе Саманидов. Персы и таджики тогда были единым народом с общими корнями, поэтому и литература, искусство, наука тоже были всеобщим достоянием. Эта идеологическая база была единой для ряда территорий и народов, что и обусловило общность развития культуры в целом.
В конце X века Фирдоуси создаёт всемирно известную героическую эпопею «Шахнаме», превосходящей по объёму и содержанию все существующие ныне произведения. XI век ознаменовался созданием такого жанра, как романтический эпос. Появляется ряд поэм, написанных Унсури, Айюки, Гунгури, Омар Хайям в этом стиле, но венцом законченности и красоты стала «Хамсе» («Пятерица») Низами, созданная им в XII веке. В XIII веке появляются на свет «Бустан» и «Гулистан» Саади, в XIV веке — произведения продолжателей традиций романического эпоса — Амир Хосрова Дехлави и Хаджу Кирмани, Камаля Худжанди и мастера газели Хафиза Ширази. XV век — поэзия Джами, охватившая по замыслам и стилистике все жанры предшествующей литературы, тем самым как бы подытожившая её.
Персидско-таджикская литература развивалась на обширной территории, распространяясь по ней благодаря странствиям поэтов, учёных, путешественников, купцов и пересылкам иллюстрированных миниатюр.

#### Литература времён СССР

Мирзо Турсун-заде
Пейрав Сулеймани